# Selección de fútbol de Panamá
La selección de fútbol de Panamá es el equipo representativo del país, el cual es controlado por la Federación Panameña de Fútbol (FEPAFUT), en las competiciones oficiales organizadas por la Federación Internacional de Asociaciones de Fútbol (FIFA). Su primer partido internacional fue contra la Selección Jalisco, que representaba a México, el 28 de julio de 1937 en Santiago de Cali, Colombia. Sus jugadores son conocidos familiarmente como «Los Canaleros». Su estadio local es el Estadio Rommel Fernández en Panamá, con capacidad para 32,000 espectadores, y se encuentra dentro de la ciudad deportiva Irving Saladino.
Se ha clasificado a 7 mundiales juveniles Sub-20 (2003, 2005, 2007, 2011, 2015, 2019, 2025) y a 4 mundiales juveniles Sub-17 (2011, 2013, 2023, 2025), y una vez al Mundial de mayores (2018), pero todavía no ha logrado clasificar al torneo olímpico de fútbol. En Copa de Oro ha alcanzado el subcampeonato en tres oportunidades: 2005, 2013 y 2023 derrotado en las primeras dos ocasiones por el local Estados Unidos y en la última con México. En Copa Centroamericana, Panamá ha sido campeón en el 2009 y subcampeón en el 2007 y 2017. Panamá también ostenta un título de la extinta Copa CCCF en 1951.
El mayor logro futbolístico de Panamá a nivel mayor se dio el 10 de octubre de 2017, cuando consiguió una victoria por tan solo 2-1, ante la selección de Costa Rica en el Hexagonal Final clasificatorio al Mundial. Su única participación mundialista se dio, por ende, en el Mundial de Rusia 2018. El conjunto centroamericano tuvo su debut en la cita orbital en el grupo G en el que solo jugó la primera ronda, luego de caer en sus tres encuentros ante Bélgica, Inglaterra y Túnez.

## Historia

### Primeros años 1920 y 1930
La década de 1920 se caracterizó por ser la que marca el inicio del fútbol organizado, con figuras como el Dr. Fige en la parte antillana y sobre todo el coronel Gabriel Barrios, un mecenas importante del deporte panameño en ese momento.
Las primeras referencias recabadas señalan una década de transformaciones para el fútbol panameño, incipiente en su organización. Sin embargo, la falta de mayor respaldo y las condiciones precarias de esa época, no lo dejaban crecer internacionalmente, ni siquiera para asistir a la Primera Copa Mundial de 1930, en Uruguay. A pesar de que no estaba lista para ser miembro activo de la FIFA, la Liga Nacional de Football presidida en ese entonces por Nessím Ramos, había recibido una invitación formal de la Asociación Uruguaya de Fútbol (AUF) para que un equipo panameño viajara a participar del Mundial. Lamentablemente, declinó la invitación.
El primer partido oficial fue en 1938, con el triunfo sobre Venezuela (2-1), luego el primer enfrentamiento entre las selecciones de Panamá y Costa Rica tuvo lugar en 1938, durante los IV Juegos Centroamericanos y del Caribe en Panamá, con un resultado funesto, al golear los costarricenses por 11-0.

### Década de 1940
Panamá, que hasta ahora no había destacado internacionalmente, dio pasos significativos en aras de su reconocimiento internacional. En el marco de los V Juegos Centroamericanos y del Caribe disputados en Barranquilla, Colombia, el 21 de diciembre de 1946, Panamá enfrentó a Costa Rica. A los 35 minutos de jugado el partido, Carlos “Negro” Martínez, se convirtió en el primero en quebrantar la valla invicta de los ticos en estas series, y luego a los 42, Santiago "Piepá" Anderson, puso el 2-0 definitivo, quebrando de esa manera ocho años de invicto de Costa Rica sobre su par de Panamá. Posteriormente se alcanzó el subcampeonato de los mencionados Juegos.

### Década de 1950

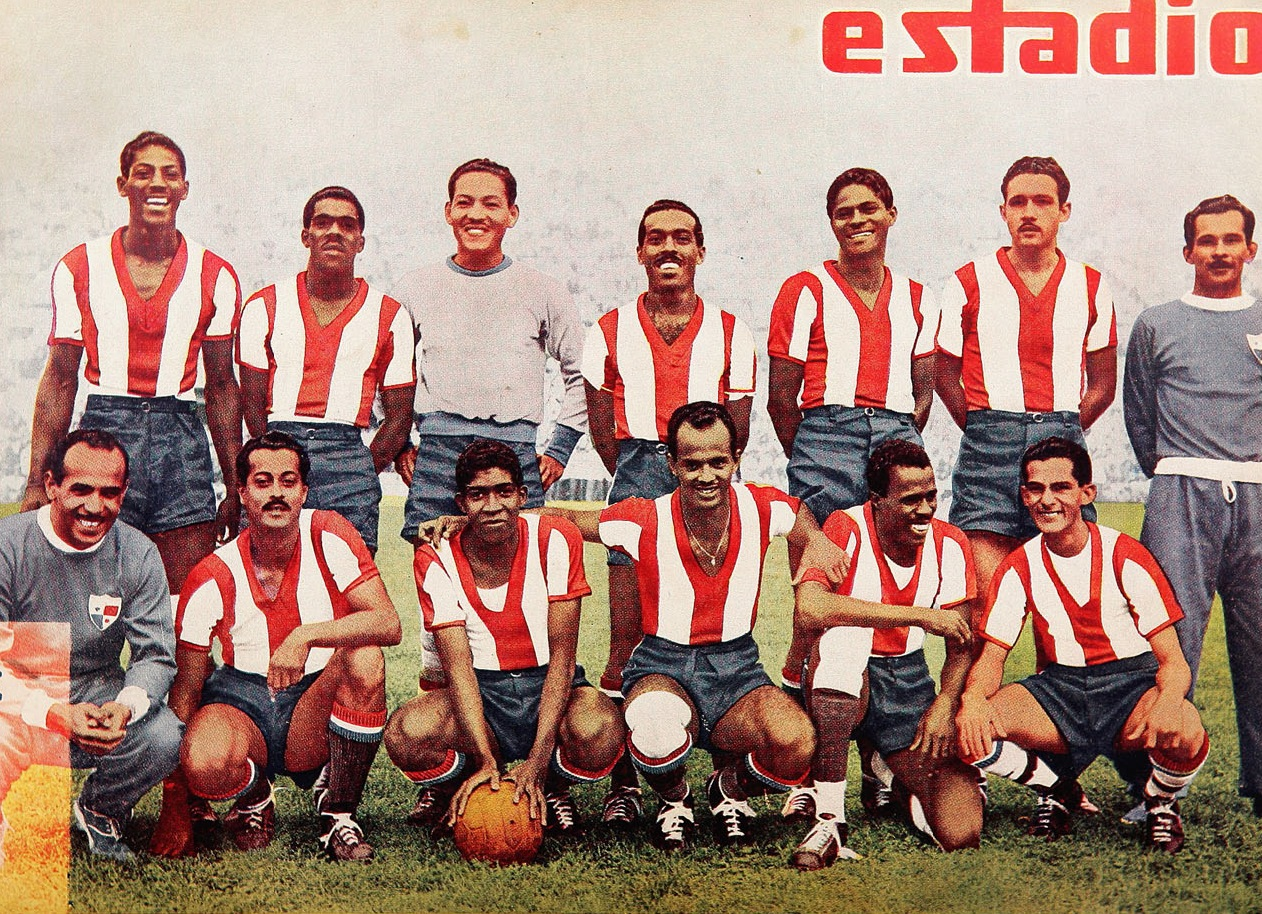
Panamá en el Campeonato Panamericano de Fútbol de 1952, en Santiago, Chile.

En la década de 1950, Panamá conquistó su primer galardón que reconocería su crecimiento a nivel internacional, al organizar y ganar el Quinto Campeonato Centroamericano y del Caribe de Fútbol (CCCF) en 1951, dándole de esa manera la clasificación al Primer Campeonato Panamericano de Fútbol, en 1952, en Santiago de Chile.

### Década de 1960
Panamá disputó la primera fase del I Campeonato Concacaf de Naciones en 1963 en El Salvador. Consiguió empatar ante el local El Salvador (1-1) y también firmó tablas ante Guatemala (2-2). Sin embargo la derrota ante Honduras (0-1) hizo inútil la goleada que le propinó posteriormente a Nicaragua (5-0) ya que no pudo avanzar a la fase final de dicho torneo. Tuvieron que pasar 30 años para que los panameños volvieran a participar en un certamen continental, en la Copa de Oro de 1993.

### Década de 1970
En esta década, Panamá logró obtener la medalla de bronce en los Juegos Bolivarianos de 1970 en Maracaibo y 1973 en Panamá. En estos últimos Juegos, los canaleros consiguieron sendas victorias ante adversarios más encopetados, al vencer a Perú (1-0) y Bolivia (3-2) por primera vez en su historia. Ese mismo año la selección sub-21 ganó la primera edición de los Juegos Centroamericanos, en Ciudad de Guatemala, como preámbulo a los Juegos Centroamericanos y del Caribe de 1974. En 1975, la selección panameña realizó una gira por Asia enfrentando dos veces a la selección de China Taipéi.
El primer encuentro de Panamá en eliminatorias rumbo a la Copa Mundial de Fútbol, se registró el 4 de abril de 1976 en el Estadio Revolución (hoy Rommel Fernández), y el elenco canalero logró un sorpresivo triunfo sobre Costa Rica por 3-2, celebrado por los apenas ocho mil aficionados que se dieron cita en el estadio. Luego, llegó un empate frente a El Salvador (1-1) pero, cuando la clasificación a la hexagonal final estaba cerca, una serie de desaciertos, rebeliones, suspensiones de jugadores e improvisaciones chocaron con ese deseo de clasificar para que a la larga la selección quedara eliminada, siendo Guatemala quien diera la estocada final (2-4, 0-7).
El equipo "Guardia Nacional", logra por primera y única vez el campeonato de la Liga Distritorial de Fútbol de Panamá en la temporada que inició a finales de 1978 y terminó a inicios de 1979. Integrantes: “Chú” González, Kadir González, Luis Ernesto “Cascarita” Tapia, Luis "Luchito" Ramírez (guardameta), I. Bethancourt, Luis Aponte, Kalao Urriola, F. Caicedo, A. Campuzano, A. Loaiza, “Coqui”, F. González, “Fello”, el gran” Hacha”, Searles, dirigidos por el ex seleccionado nacional Don Nassi De Bello, asistido por el Mayor Urriola y Don Beto Longo. Este elenco estaba conformado por integrantes de la selección nacional y jugadores de alto nivel del área de la plaza Amador. Durante la finalización de este torneo se iniciaban las escogencias del Seleccionado Nacional para los III Juegos Centroamericanos (1979) y próximos XXI Juegos Olímpicos (1980), responsabilidad a cargo del Seleccionador Nacional Don Omar Muraco, de Argentina, formando parte de esta selección casi la mitad del equipo del Guardia Nacional, lo que indicaba el poderío de esta escuadra como equipo y sus integrantes de calidad élite nacional.  En este período surgió como un meteoro la figura del guardameta del Guardia Nacional Luis "Luchito" Ramírez, que llamado repentinamente a jugar en el equipo de la Primera División del GN desde las filas de la segunda división del GN donde se adaptaba al juego nuevamente debido a su retiro años anteriores por estudios y lesión lumbar, supo encargarse de la portería del equipo del Guardia Nacional y aportar con su calidad al equipo durante la fase del hexagonal del campeonato en mención (llamada la difícil), donde se enfrentaban todos contra todos y el de mayor puntaje obtenido resultaba el campeón Distritorial.  De la mano de Cascarita Tapia, Chú González y Luis "Luchito" Ramírez como referencias y el esfuerzo del equipo en general donde todos brindaron su aporte, el Guardia Nacional logró su anhelado primer título en el fútbol nacional, venciendo a su archirrival el "San Francisco" formado por excelentes jugadores también miembros de la selección nacional.  Luego de esto, vendría el torneo por el título del Campeonato Nacional frente al equipo "Nauta" de San Miguelito, venciendo el entonces constituido como el poderosísimo equipo del Guardia Nacional.  En esta final nacional destacó nuevamente la actuación del guardameta del Guardia Nacional y fue llamado a formar parte de la pre y selección nacional por el director Técnico Omar Muraco y quien también le conversó o propuso delante de varios seleccionados en los camerinos, de las posibilidades para jugar en Costa Rica profesionalmente dependiendo de sus futuras actuaciones en el próximo torneo Centroamericano, pero que nos contaba el guardameta que por lesión fuera de lo deportivo, su familia (hijo recién nacido) y no ser Panamá tradición entonces como referencia futbolística prefirió continuar con sus estudios universitarios, agradeciéndole siempre a los referentes directivos del Guardia Nacional (Don Colorao Urriola, Don Nassi De Bello y Beto Longo) y el DT nacional Don Omar Muraco la oportunidad brindada y confianza depositada en él, jugando posteriormente un poco más restablecido de la lesión lumbar para la Universidad de Panamá (DT Prof. Orlando Muñoz, 1982) en los juegos Centroamericanos Universitarios en Barquisimeto, Venezuela, posteriormente jugando unos partidos como suplente del famoso guardameta de nuestra selección nacional Toro Aguirre en el equipo del Atlético Panamá (constituido por grandes estrellas y seleccionados nacionales), y el equipo de la Universidad de Panamá a cargo del DT Prof. Orlando Muñoz (exdirector técnico de la Selección Nacional), pero la lesión lumbar degenerativa persistía no dejándole jugar flexiblemente su posición y decidió continuar con sus estudios retirándose del fútbol competitivo de alto nivel.  Nuestro saludo a todos los miembros de ese gran equipo del Guardia Nacional y que todavía el barrio de la plaza Amador recuerda con alegría.  Referencias: La República, La Estrella de Panamá, La Crítica, Columna” Momento Deportivo” por ROVI (Rolando Villalaz), República de Panamá: crónicas de la Liga Distritorial de Fútbol de Panamá,  en período de  diciembre 1978 a febrero de 1979, diarios nacionales).
Luis Ernesto “Cascarita” Tapia, al retornar desde El Salvador al fútbol criollo, en el umbral de la despedida de su brillante carrera, la historia aún le tenía abierta un par de páginas para que continuase escribiendo con letras doradas algunos pasajes con el seleccionado nacional, el Atlético Panamá y el Guardia Nacional. Tapia tuvo el honor de marcar el primer gol de Panamá en su primera eliminatoria mundialista, la de Argentina 78. También fue campeón con el Guardia Nacional y con el Atlético Panamá (referencia: este párrafo extraído de artículo publicado por el distinguido periodista Luis A. Giraldo y Muñoz, 24-4-2008)https://archive.today/20130122084306/http://enlajugada507.com/Articulo/verArticulo.aspx?CodArt=292.

### Década de 1980
Los años ochenta estuvieron marcados por serios conflictos con la FIFA desde la aprobación de una ley deportiva, que tuvo como consecuencia la suspensión y aislamiento internacional de Panamá de manera indefinida. Dicho aislamiento duró cuatro años hasta la realización de elecciones con intervención de la FIFA, Concacaf y el COP. Pese a la desafiliación, la FIFA dejó que Panamá siguiera en la eliminatoria a la Copa Mundial de Fútbol de 1982 aunque quedaría en último lugar de la zona. Luego se tuvo que improvisar una eliminatoria con fase directa de ida y vuelta para la Copa Mundial de Fútbol de 1986, perdiendo sus dos partidos con Honduras (0-3, 0-1).

### Década de 1990

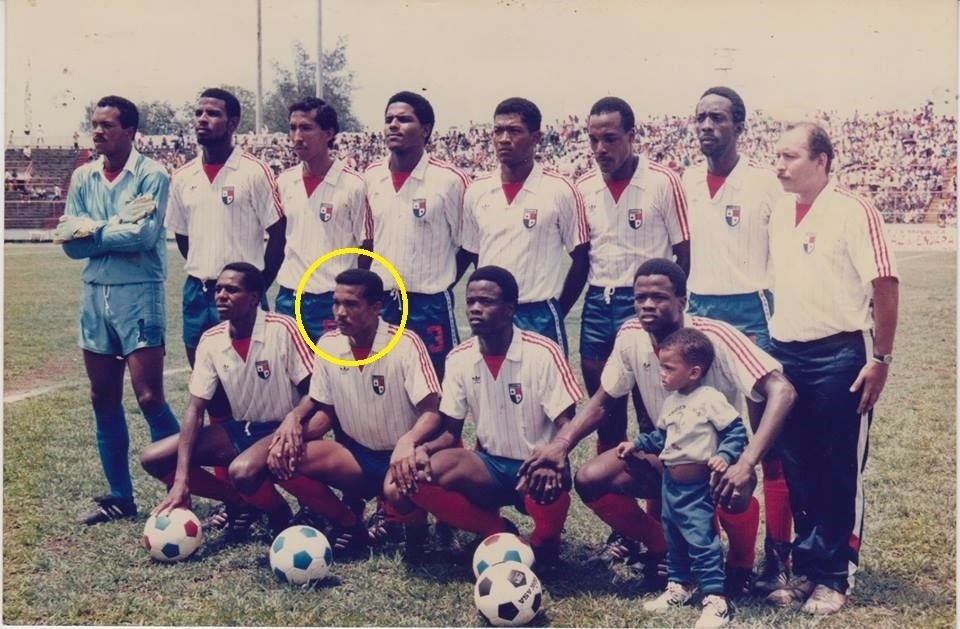
Panamá en los años 90.

Con la creación de la flamante Copa Oro de la Concacaf en 1991, Panamá tuvo que esperar la segunda edición, en 1993, para participar de la justa al clasificarse como tercero de la Copa UNCAF 1993. Encuadrados junto a Estados Unidos, Jamaica y Honduras, los panameños no tuvieron una presentación muy feliz al caer derrotados ante hondureños (1-5) y americanos (1-2), rescatando a la postre un empate ante los Reggae Boyz (1-1).
Para las eliminatorias al Mundial de 1990, Panamá volvió a ser apeada por Costa Rica (1-1, 0-2) en la Zona Centroamericana.

### Década de los 2000

#### Eliminatoria Corea-Japón 2002
Panamá volvería a clasificar a la segunda fase de la clasificación de Concacaf para la Copa Mundial de Fútbol de 2002 tras quedar primero en su grupo empatado a 9 puntos con Honduras, compartiendo el grupo C junto a sus pares de México, Trinidad y Tobago y Canadá. Tampoco pudo superar esa fase, igual que cuatro años antes.

#### Eliminatoria Alemania 2006
Panamá comenzaría su camino a Alemania de la mano del colombiano José Eugenio "Cheché" Hernández al eliminar a Santa Lucía con global de 7 a 0 (4-0, 3-0). En la siguiente ronda, compartiría grupo con Estados Unidos, Jamaica y El Salvador con quien empieza esta ronda con una derrota de 1-2, luego Panamá vencería a Jamaica de visitante 2-1 con goles de Roberto Brown y Julio César Dely Valdés. El siguiente partido fue ante Estados Unidos de local donde se empata 1-1 con gol de Roberto Brown, posteriormente se vuelve a empatar 1-1 ante Jamaica y se cae derrotado 6-0 con Estados Unidos. Para su último partido Panamá gana 3-0 a El Salvador con goles de Roberto Brown, Felipe Baloy y José Luis Garces para clasificarse por primera vez a una Hexagonal final.
En la Hexagonal final se inicia con un empate 0 a 0 con Guatemala en el Estadio Rommel Fernández, una derrota 2-1 con Costa Rica de visitante, un empate 1-1 con México con un gol de chilena de Luis Tejada, luego dos derrotas, ante Trinidad y Tobago 2 a 0 y los Estados Unidos 3 a 0 para terminar la primera vuelta. Para la segunda vuelta Panamá pierde los cinco partidos, ante Guatemala 2-1, Costa Rica 3-1, México 5-0, Trinidad y Tobago 1-0 y los Estados Unidos 2-0 para finalizar en 6.ª posición con solo 2 puntos.
Sin embargo los canaleros mostrarían una cara muy distinta en la Copa Oro de 2005 al alcanzar el subcampeonato, con dos triunfos sobre Colombia y su disputa final frente a los Estados Unidos, partido que terminó empatado oficialmente (0-0 t.s.), y definido en los tiros penales, favoreciendo a los norteamericanos (3 pen. a 1).

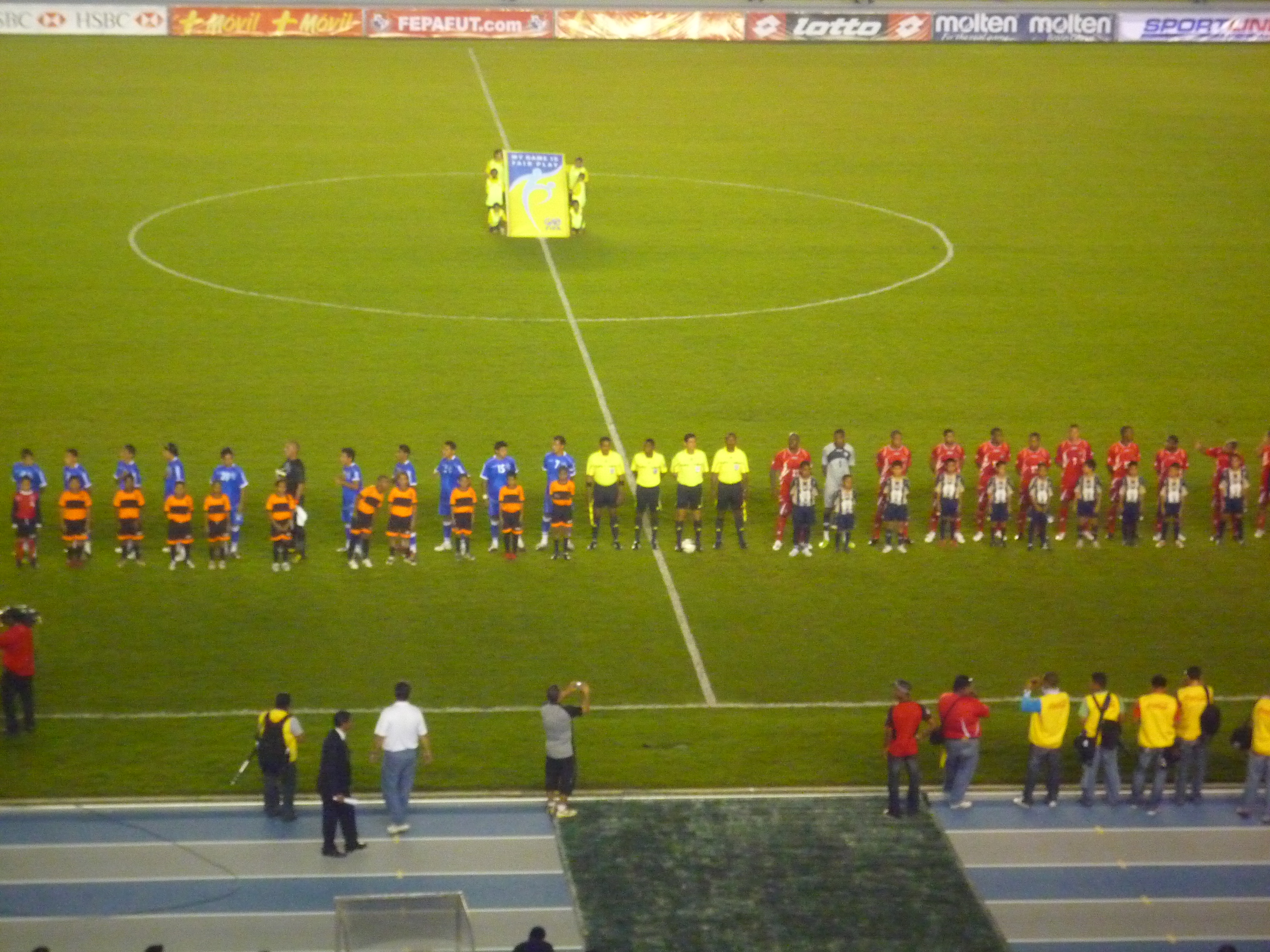
Partido amistoso entre la selección de Panamá (derecha) y la de El Salvador, el 8 de octubre de 2010, en el Estadio Rommel Fernández.

Dos años más tarde, en el 2007, consiguen el subcampeonato en la Copa UNCAF 2007 celebrada en San Salvador. De la misma manera, empatando 1-1 t.s. frente a Costa Rica y definiendo el título en los tiros desde el punto penal, ganando los costarricenses (4 pen. a 1). Sin embargo la revancha de la Copa Uncaf 2007 volvería con el siguiente torneo, durante la Copa UNCAF 2009 en Honduras, cuando los panameños enfrentaron nuevamente a los costarricenses en la tanda de los penaltis, lotería que favoreció esta vez a los canaleros. Esta conquista les otorgó la clasificación a la Copa de Oro 2009 en donde caen en cuartos de final ante los Estados Unidos, la misma selección que los había eliminado en las mismas instancias en la Copa de Oro 2007 y la final del 2005.

#### Eliminatoria Sudáfrica 2010
En junio de 2008 los panameños caerían eliminados prematuramente en la eliminatoria a Sudáfrica 2010 ante El Salvador (1-0, 1-3). Panamá ganó de local 1-0 con gol de Luis Tejada, pero en el partido de vuelta en San Salvador, los canaleros se aventajaron con gol de José Luis Garcés en el primer tiempo sin embargo, los salvadoreños terminaron ganando 3-1 en un accidentado y polémico partido.

### Década de 2010
Después de que la década pasada dejara momentos buenos y otros amargos, la Selección Nacional de fútbol de Panamá aprovechó la inactividad generada por la eliminación al Mundial de 2010 para prepararse de cara a la Copa Centroamericana 2011, torneo que Panamá organizaba en el renovado Estadio Rommel Fernández. Ubicado en el grupo A que compartió junto a Belice, Nicaragua y El Salvador, la selección panameña superó sin contratiempos la fase de grupos pero cayó en semifinales ante Costa Rica en la tanda de penaltis, ya que empataron 1 a 1, después de la prórroga. Al final la selección canalera se tuvo que conformar con el tercer lugar del certamen, superando a El Salvador que también ambicionaba esa plaza, partido que se definió nuevamente en los penales 5 a 4 después de terminar 0 a 0 en el tiempo regular.
Clasificada a la Copa Oro 2011 tras su desempeño en la Copa Centroamericana, Panamá estuvo encuadrada en el grupo C, junto a Canadá, Estados Unidos y Guadalupe. Debutó el torneo continental al derrotar 3-2 a Guadalupe. Hizo historia al cortar la racha de 25 partidos invictos que llevaba el combinado estadounidense en la fase de grupos de la Copa Oro de la Concacaf, venciéndolo 2 a 1. Luego empató 1 a 1 con la selección de Canadá, clasificándose así como primero de su grupo por primera vez en la historia de la Copa. Posteriormente tuvo que enfrentar a su similar de El Salvador, al que eliminó en cuartos de final en la tanda de penaltis. Nuevamente tuvo que enfrentar a la selección norteamericana, ahora en semifinales, aunque cayeron por 0-1, completando de esa manera una muy buena participación en el torneo continental.

#### Eliminatoria Brasil 2014
En las eliminatorias rumbo al Mundial de 2014 tras haber superado la segunda ronda a la cual clasificó directamente, pasando por encima de Dominica y Nicaragua a finales del 2011, Panamá quedaría en el grupo C junto a Canadá, Honduras y Cuba en la tercera ronda de esta eliminatoria. Panamá inició la misma con una importante victoria de visitante ante Honduras, en el Estadio Olímpico Metropolitano de San Pedro Sula, con un doblete de Blas Pérez. Su siguiente compromiso sería ante Cuba el cual se jugó en el Estadio Rommel Fernández de la ciudad de Panamá, que ganó 1-0, en un complicado partido. Posteriormente jugaría frente a la selección de Canadá, en Toronto, perdiendo el cotejo 0-1 (gol de Dwayne De Rosario en polémica jugada). En el partido de vuelta, Panamá gana 2-0 en el Rommel Fernández (goles de Rolando blackburn y Blas Pérez). Panamá enfrentaría dos partidos más de la tercera ronda, frente a Honduras, en un partido con mucha expectativa pero que arrojó un 0-0. El último encuentro de esa ronda sería contra Cuba en La Habana con resultado final de 1-1 en un partido donde los Cubanos aprovecharon cierta displacencia de Panamá que despertó en los últimos 15 minutos. Los intentos más claros fueron obra del capitán Felipe Baloy y otra de Blas Pérez de media volea que se estrelló en el poste. Panamá logra pasar a la última ronda junto con Costa Rica, Honduras, Jamaica, México y Estados Unidos.
Iniciado el año de 2013, Panamá comenzó jugando la Copa Centroamericana 2013 en el Estadio Nacional de Costa Rica de San José enfrentándose en su grupo a Honduras y El Salvador. Al firmar tres empates, las tres selecciones acabaron con los mismos puntos (2) aunque Honduras se aseguró el primer lugar con un mejor goal average mientras que canaleros y cuscatlecos acabaron igualados en todos los estamentos del reglamento, por lo cual se procedió a un sorteo. Lastimosamente la suerte envió a Panamá a jugar el partido por el quinto lugar, sinónimo de último billete para la Copa de Oro, ante el alicaído cuadro guatemalteco. En un gran partido con un resultado final de 3-1, Panamá certificó su boleto a la Copa de Oro del mes de julio de 2013 en los Estados Unidos.
Iniciada la ronda hexagonal final de las eliminatorias al Mundial de Brasil 2014, en febrero de 2013, Panamá abrió el telón jugando en casa ante Costa Rica aunque dejó escapar dos puntos en un partido que controlaba 2-0 pero los ticos increíblemente empataron el partido (2-2), salvando un punto para iniciar la Hexagonal. Luego enfrentaría a Jamaica y otra vez a la conocida Honduras en dos fechas seguidas en marzo de 2013. En la primera, Panamá pacta otro empate pero esta vez de visitante en Kingston. En el segundo encuentro Panamá vence a Honduras 2-0 en el Estadio Rommel Fernández de la capital panameña, con tan solo transcurridos 67 segundos, siendo Luis Tejada quien abrió el marcador para el cuadro local. Con los tres puntos, Panamá se convirtió en el líder provisorio con 5 puntos, seguido de Honduras y los Estados Unidos con 4 unidades respectivamente. En junio de 2013, en cotejo amistoso, pierde de local contra Perú por 1-2. El viernes 7 de junio empata 0-0 contra el Gigante de la Concacaf, México. Luego pierde sus dos siguientes compromisos 0-2 frente a Estados Unidos y Costa Rica respectivamente. Esta racha negativa deja a los canaleros en la 5.ª posición en las eliminatorias, fuera de la zona de clasificación.
En la Copa Oro de la Concacaf 2013, Panamá debuta su participación contra México con un histórico triunfo de 2-1. Gabriel Torres convierte de penal el 1-0, hasta que Marco Fabián empata el partido antes del entretiempo. Iniciado el segundo tiempo, Gabriel Torres hace el 2-1 definitivo a favor de los canaleros. En su segundo encuentro, Panamá derrotó por la mínima a un corajudo cuadro de Martinica con un gol de penal de Gabriel Torres en el min. 85 obteniendo de esa manera su boleto a los cuartos de final de la justa. Luego, ya clasificado, empató 0-0 con Canadá asegurando el primer lugar del grupo (por delante de México) hecho que consigue por segunda vez consecutiva en la historia del torneo. Los panameños avanzaron de manera satisfactoria a semifinales al vapulear a Cuba 6-1. En esa instancia los canaleros volvieron a derrotar a México (2-1, goles de Blas Pérez y Román Torres) y se clasificaron por segunda vez a la final del evento donde enfrentarán a Estados Unidos, tal como sucediera en el 2005. Lamentablemente los panameños no pudieron cobrarse la revancha de lo acontecido en el 2005, sucumbiendo ante los norteamericanos por 0-1 (gol de Brek Shea).
El reinicio de las eliminatorias mundialistas en septiembre de 2013 no ha sido muy feliz al conceder, en el Rommel Fernández, un deslucido empate 0-0 ante el colista Jamaica aunque se logró salvar un empate 2-2 en Honduras con gol in extremis de Roberto Chen en el min. 90. La derrota ante México (1-2) en el Azteca, el 11 de octubre de 2013, relegó a Panamá al 5° lugar, fuera de zona de repechaje. Sin embargo, en la última jornada del hexagonal, el 15 de octubre, la victoria parcial (2-1) ante Estados Unidos, conjugada con la derrota simultánea de México en San José (1-2) ante Costa Rica le estaban otorgando a Panamá el 4° lugar, sinónimo del ansiado repechaje mundialista ante Nueva Zelanda. Desafortunadamente para los intereses panameños, dos goles estadounidenses de Graham Zusi y Aron Jóhannsson en los tiempos de descuento (mins. 92 y 93), voltearon el resultado a favor de Estados Unidos (2-3), condenando a Panamá al 5° lugar, confirmando su eliminación del Mundial de Brasil 2014 de la manera más dolorosa.
El 15 de febrero de 2014, el presidente de la FEPAFUT, Pedro Chaluja, presentó al experimentado director técnico colombiano Hernán Bolillo Gómez como el nuevo timonel de la selección nacional. Su primera prueba sería la Copa Centroamericana 2014 realizada en los Estados Unidos, en la cual la selección nacional ocupó el tercer lugar y obtuvo el pase a la Copa Oro de la Concacaf 2015.
Ya en el 2015 La Roja afrontaría la Copa Oro 2015 en el cual disputó la fase de grupo con la selección de fútbol de Estados Unidos, la selección de fútbol de Haití y la selección de fútbol de Honduras que ocupó el último puesto en el grupo; detrás de Panamá y las dos ya mencionadas que se clasificaron como primero y segundo en ese mismo orden, lo cual clasificó como mejor tercero con tres empates obtenidos ante sus rivales. Ya en cuartos de final le tocaría enfrentar a la selección de fútbol de Trinidad y Tobago con el cual obtendrían otro empate pero saldrían ganadores en la tanda de penales (6-5).
En la semifinal se marcaría uno de los momentos más difíciles en la historia del fútbol panameño,[cita requerida] en un partido reñido ante la selección de fútbol de México en donde Panamá ganaba con un jugador menos expulsado al minuto 25' dudosamente por un codazo propinado por Luis Tejada a un defensor azteca. Ya con el partido empatado y el equipo desmotivado por el mal arbitraje del central Mark Geiger que volvía a vestirse de villano marcando otro penal más en el tiempo extra condenaría a la selección canalera a disputar el tercer lugar del torneo, ante los estadounidenses, este partido fue ganado por Panamá nuevamente por la ruta de los tiros del punto penal dándole el tercer puesto de torneo.

#### Eliminatoria Rusia 2018
El 2 de septiembre de 2016 Panamá sella su pase a la ronda hexagonal final tras derrotar 2-0 a Jamaica.
El 10 de octubre de 2017, la selección de Panamá se clasifica por primera vez en su historia a la Copa Mundial de Fútbol de 2018 tras vencer 2-1 a Costa Rica con un tanto al min. 53 de Blas Pérez, para poner el empate después de que Johan Venegas al min. 36 pusiera el 0-1 a favor de Costa Rica. Al min. 87 Román Torres le daría la vuelta al marcador para clasificar a Panamá y de esta forma obtendrían la victoria sobre el onceno Tico que los pondría en el tercer y último cupo directo del Hexagonal Final por detrás de México y Costa Rica, eliminando a la selección de los Estados Unidos de la clasificación a la Copa Mundial Rusia 2018, selección que en 2013 fue la responsable de que Panamá quedara eliminada en esa ocasión a la Copa Mundial Brasil 2014, mientras que por el otro lado termina enviando a disputar el repechaje a la selección de Honduras, quien terminó perdiendo ante Australia 3 a 1.

#### Copa del Mundo Rusia 2018
Panamá debutó por primera vez en su historia en un mundial de fútbol el 18 de junio de 2018, ante la selección de Bélgica en la ciudad rusa de Sochi, tras cerrar el primer tiempo con un 0 a 0, el equipo europeo conseguiría la victoria por 3-0, tras los tantos de Dries Mertens a los 47 minutos y Romelu Lukaku en dos ocasiones a los 69 y 75 minutos. Su segundo juego se dio ante la selección inglesa  en el Estadio de Nizni Nóvgorod de la ciudad homónima, con resultado favorable para los ingleses tras las anotaciones de John Stones, quien anotó un doblete, un triplete de Harry Kane, y un gol de Jesse Lingard para un 6 a 1 final, este juego marcó el primer gol de los Canaleros en un Mundial por obra de Felipe Baloy, cuya desproporcionada celebración por parte de la fanaticada panameña fue calificada como un acto de humildad y que causó empatía hacia la hinchada panameña. El último compromiso del Mundial fue ante Túnez el 28 de junio en Saransk, los panameños se habían puesto arriba en el marcador por un disparo a media distancia de José Luis Rodríguez, pero los tunecinos le darían vuelta al marcador en la segunda parte por intermedio de Ben Youssef y Khazri.

#### Liga de Naciones de la Concacaf 2019-20
Para el 2019 inicio la primera edición de la Liga de Naciones de la Concacaf, la selección Panameña iniciaría su participación en la Liga A junto a las mejores posicionadas de la región, en el sorteo efectuado en marzo de 2019 le tocó el grupo B junto a las selecciones de México y Bermudas. Los nacionales quedan en el segundo lugar, obteniendo el cupo para la Copa Oro 2021 pero no logran avanzar a la siguiente fase del torneo.

### Década de 2020

#### Copa Oro 2021
En el debut, la selección de Panamá empató 3-3 con la selección de Catar, mientras que en el segundo partido, cayó por 3-2 ante la selección de fútbol de Honduras, ambos partidos en Houston.
Pese a jugar su último partido ante la selección de fútbol de Granada y ganar 3 a 1, a Panamá no le alcanzó para avanzar de la fase de grupos, debido a que Catar le ganó su partido directo a Honduras por 2-0, quedándose así con el liderato, la selección de Honduras con el segundo lugar y Panamá con el tercero.

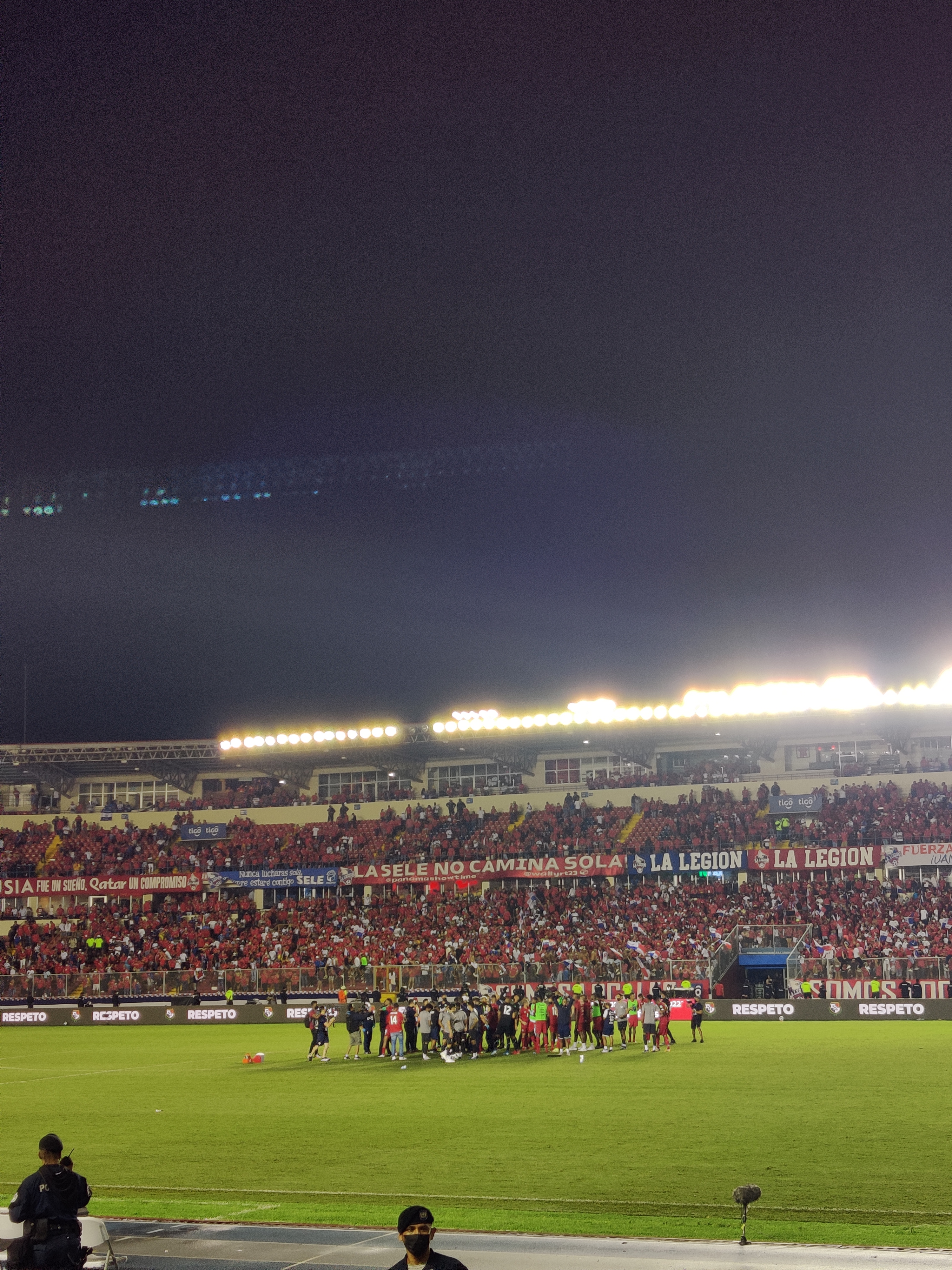
Juego en el Estadio Rommel Fernández de la Selección de Panamá frente a la Selección de El Salvador. El juego se dio el 16 de noviembre de 2021, donde Panamá gana 2 a 1

#### Eliminatoria Catar 2022
Panamá tuvo que jugar la eliminatoria para el Copa Mundial de Fútbol de 2022 desde la primera ronda debido a que en los puntajes del ranking FIFA no entró entre las 5 mejores selecciones de la concacaf, que tenían el boleto directo para el octagonal final.
En la primera ronda quedó en el grupo D, en el cual clasificó de primero y dónde estaban las selecciones de: República Dominicana, Barbados, Dominica y Anguila. Está ronda de jugó entre marzo y junio de 2021.
En la segunda ronda tuvo que jugar duelo directo ante la selección de fútbol de Curacao que había hecho lo propio clasificándose como primero del grupo C. En el partido de ida disputado en el Estadio Nacional Rod Carew en la Ciudad de Panamá jugado el 12 de junio de 2021 los locales ganaron 2 a 1, mientras que en la vuelta en el Estadio Ergilio Hato de Willemstad el 15 de junio de 2021 ambas selecciones empataron a 0 goles, dándole la clasificación a los canaleros en el global.
Ya clasificados al octagonal final luego de haber superado la primera y segunda fase, la selección de Panamá enfrentaría su primer partido ante la selección de fútbol de Costa Rica en el estadio Rommel Fernández el 2 de septiembre de 2021 en dónde empataron sin goles. Luego viajarian a Kingston a enfrentar a la selección de fútbol de Jamaica, dónde superarían a la misma 3 a 0 el 5 de septiembre de 2021, con esta victoria obtendrían 4 puntos en dos partidos jugados. En el tercer partido se enfrentarían a la selección de fútbol de México en casa el 8 de septiembre de 2021, dónde empataron a un gol.

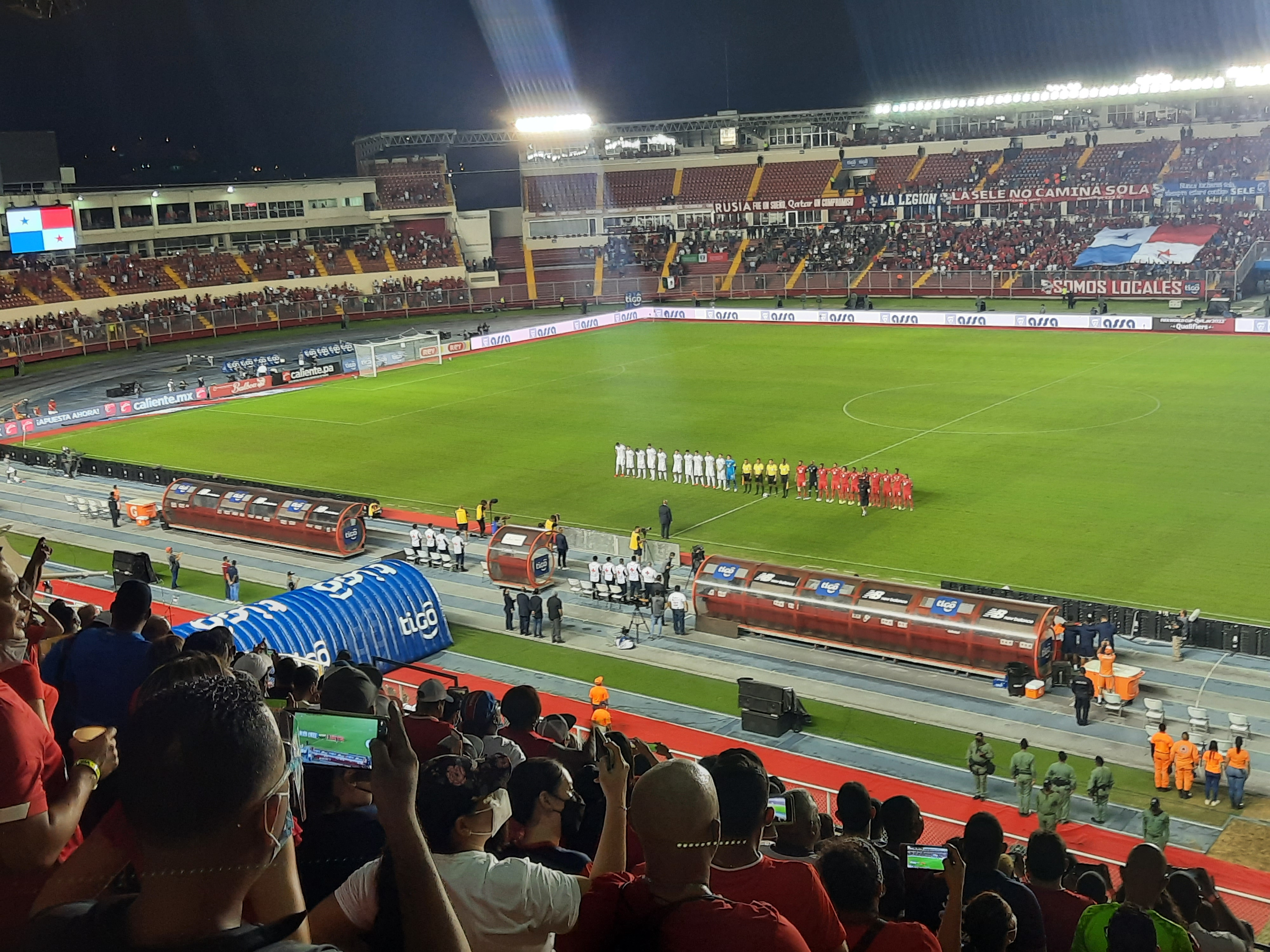
Tercer partido de la selección de fútbol de Panamá en la clasificatoria para el mundial de fútbol Catar 2022, en dónde enfrentaba a la selección de fútbol de México, diputado en el estadio Rommel Fernández.

El cuarto partido fue jugado el 7 de octubre de 2021, en dónde se enfrentaría a la selección de fútbol de El Salvador en el estadio Cuscatlán, los canaleros cayeron 1 a 0 en un partido muy polémico por el estado de la cancha después de una fuerte lluvia. Luego regresarían a la Ciudad de Panamá para enfrentar a la Selección de fútbol de Estados Unidos el 10 de octubre de 2021, dónde ganarían 1 a 0, con gol de Aníbal Godoy al minuto 54. Esta sería la primera vez en la historia en ganarle un partido de eliminatoria mundialista a esta selección y apenas la segunda vez en partidos oficiales (la primera vez fue en la Copa Oro 2011 en dónde le ganaron 1 a 2). El quinto partido y el que cerraría esta triple fecha lo jugarían en la ciudad de Toronto, en el BMO Field contra la Selección de fútbol de Canadá a los cinco minutos de partido Panamá se iría arriba en el marcador con gol de Rolando Blackburn, luego de una asistencia por la banda derecha de Michael Amir Murillo. Los locales igualarían el encuentro a los 28 minutos con un autogol de Michael Amir Murillo, luego de cabeceará un saque de esquina en propia puerta. Luego les tomaría a los locales 38 minutos irse arriba en el marcador, después de un error del defensa Harold Cummings el cual pensó que el balón había abandonado el terreno de juego y Alphonso Davies robaría el balón anotando el segundo gol. Minutos más tarde anotarían Tajon Buchanan y Jonathan David el tercero y cuarto gol respectivamente. Con esto Panamá caería a la cuarta posición de la tabla con 8 unidades.
Panamá en el octagonal final quedaría en la 5.ª posición con 21 puntos, la cual fue superada en las últimas instancias por la selección de Costa Rica que se quedaría con la cuarta posición con 25 puntos, que daría la oportunidad de una participar en la repesca y conseguir un último boleto para la copa mundial.

#### Eliminatoria Copa del Mundo 2026

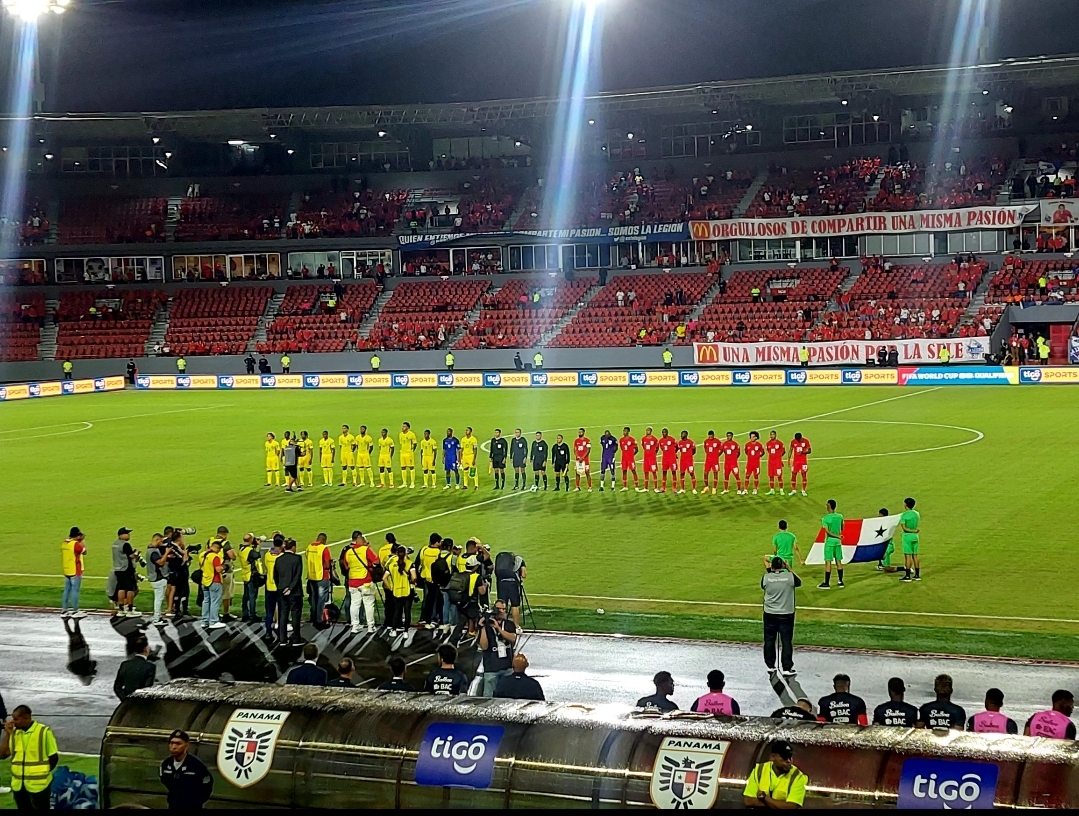
Panamá vs Guyana el 6 de junio de 2024.

Panamá inició su camino en el estadio Rommel Fernández ante la selección de Guyana en dónde se impuso por 2 a 0.

#### Copa América Estados Unidos 2024
Panamá clasificó por segunda vez a la Copa América, al vencer en los partidos de ida y vuelta de los cuartos de final de la Liga de Naciones de la Concacaf 2023-2024 a la selección de Costa Rica, ya en la competición continental, Panamá quedó ubicada en el Grupo C junto con el anfitrión Estados Unidos, Uruguay y Bolivia, su participación inicio en Miami ante Uruguay donde cayo por 1-3 con goles de Darwin Núñez, Maximiliano Araújo y Matías Viña, el descuento panameño lo marco Michael Murillo, en su segunda salida en Atlanta, la selección enfrentó al local Estados Unidos donde sorpresivamente venció por 1-2 con goles de César Blackman y José Fajardo para los canaleros mientras que para el conjunto estadounidense descontó Folarin Balogun de media distancia, llegando con posibilidades de clasificar en la última jornada. En la última fecha, se enfrentó la selección a Bolivia en Orlando donde logró sellar su clasificación venciendo a los bolivianos por 1-3 con goles de José Fajardo, Eduardo Guerrero y César Yanis mientras que para la verde descontó Bruno Miranda siendo esta que Panamá clasifica por primera vez en su historia en la Copa América a los cuartos de final en su segunda participación. 
En los cuartos de final, Panamá enfrentó a Colombia en la ciudad de Glendale donde cayo goleada por 5-0 con goles de Jhon Córdoba, James Rodríguez de penal, Luis Díaz, Richard Ríos y Miguel Borja también de pena máxima, quedando eliminado del torneo continental pero cerrando así su mejor participación en una Copa América llegando a los cuartos de final.

#### Actualidad
Después de la derrota frente a México en la final de la Liga de Naciones de la Concacaf 2024, la Selección de Panamá se enfoca en la doble jornada de las Eliminatorias mundialistas y en la preparación para la Copa Oro 2025, ambas previstas para el mes de junio.
No obstante, uno de los legionarios panameños se ha visto envuelto en una controversia, luego de que el técnico de su club entrara en conflicto con el seleccionador nacional Thomas Christiansen y su cuerpo técnico. El incidente tuvo lugar tras la reincorporación del jugador a su equipo luego de la fecha FIFA, y podría tener consecuencias en futuras convocatorias si no se resuelve adecuadamente.

## Resultados

### Últimos y próximos encuentros
Actualizado al último partido jugado el 28 de junio de 2025
| Fecha      | Ciudad              | Local          | Resultado      | Visitante      | Competición                             |
| ---------- | ------------------- | -------------- | -------------- | -------------- | --------------------------------------- |
| 23-06-2024 | Miami               | Uruguay        | 3:1            | Panamá         | Copa América 2024                       |
| 27-06-2024 | Atlanta             | Panamá         | 2:1            | Estados Unidos | Copa América 2024                       |
| 01-07-2024 | Orlando             | Panamá         | 3:1            | Bolivia        | Copa América 2024                       |
| 06-07-2024 | Glendale            | Colombia       | 5:0            | Panamá         | Copa América 2024                       |
| 12-10-2024 | Austin              | Estados Unidos | 2:0            | Panamá         | Partido amistoso                        |
| 15-10-2024 | Toronto             | Canadá         | 2:1            | Panamá         | Partido amistoso                        |
| 14-11-2024 | San José            | Costa Rica     | 0:1            | Panamá         | Liga de Naciones de la Concacaf 2024-25 |
| 18-11-2024 | Ciudad de Panamá    | Panamá         | 2:2            | Costa Rica     | Liga de Naciones de la Concacaf 2024-25 |
| 08-02-2025 | Santiago de Chile   | Chile          | 6:1            | Panamá         | Partido amistoso                        |
| 20-03-2025 | Inglewood           | Estados Unidos | 0:1            | Panamá         | Liga de Naciones de la Concacaf 2024-25 |
| 23-03-2025 | Inglewood           | México         | 2:1            | Panamá         | Liga de Naciones de la Concacaf 2024-25 |
| 07-06-2025 | Belmopán            | Belice         | 0:2            | Panamá         | Eliminatorias al Mundial 2026           |
| 10-06-2025 | Ciudad de Panamá    | Panamá         | 3:0            | Nicaragua      | Eliminatorias al Mundial 2026           |
| 16-06-2025 | Carson              | Panamá         | 5:2            | Guadalupe      | Copa Oro 2025                           |
| 20-06-2025 | Austin              | Guatemala      | 0:1            | Panamá         | Copa Oro 2025                           |
| 24-06-2025 | Austin              | Panamá         | 4:1            | Jamaica        | Copa Oro 2025                           |
| 28-06-2025 | Glendale            | Panamá         | 1:1 (4:5 pen.) | Honduras       | Copa Oro 2025                           |
| 04-09-2025 | Paramaribo          | Surinam        | :              | Panamá         | Eliminatorias al Mundial 2026           |
| 08-09-2025 | Ciudad de Panamá    | Panamá         | :              | Guatemala      | Eliminatorias al Mundial 2026           |
| 10-10-2025 | San Salvador        | El Salvador    | :              | Panamá         | Eliminatorias al Mundial 2026           |
| 14-10-2025 | Ciudad de Panamá    | Panamá         | :              | Surinam        | Eliminatorias al Mundial 2026           |
| 13-11-2025 | Ciudad de Guatemala | Guatemala      | :              | Panamá         | Eliminatorias al Mundial 2026           |
| 18-11-2025 | Ciudad de Panamá    | Panamá         | :              | El Salvador    | Eliminatorias al Mundial 2026           |

## Uniforme
El uniforme oficial de la selección de Panamá se compone de camiseta, pantalones y medias de color rojo (de allí el apodo que recibe la selección: La Marea Roja).
Como dato curioso, los antiguos uniformes de la Selección presentaban el color azul, pero al pasar de los años este ha ido desapareciendo en el uniforme, hasta ser predominantemente rojo. Entre las últimas marcas utilizadas esta, Reebok para las eliminatorias de Francia 98, Kappa para las eliminatorias de Corea/Japón 02. La marca deportiva Lotto fue patrocinador desde las eliminatorias Alemania 06, hasta el 30 de marzo de 2015. En el año 2012 fue introducida el color azul como tercer uniforme alternativo de la selección panameña.
El 30 de marzo de 2015 se anuncia a New Balance como nuevo patrocinador de la selección de Panamá, y la primera, a nivel mundial (refiriéndose a selecciones) que viste mencionada marca, la misma de mantuvo hasta el diciembre del 2022.
A partir de enero de 2023 la marca deportiva Reebok es el nuevo patrocinador hasta diciembre del 2026.
| Primera equipación | (Ver evolución) | Equipación actual |

## Localía

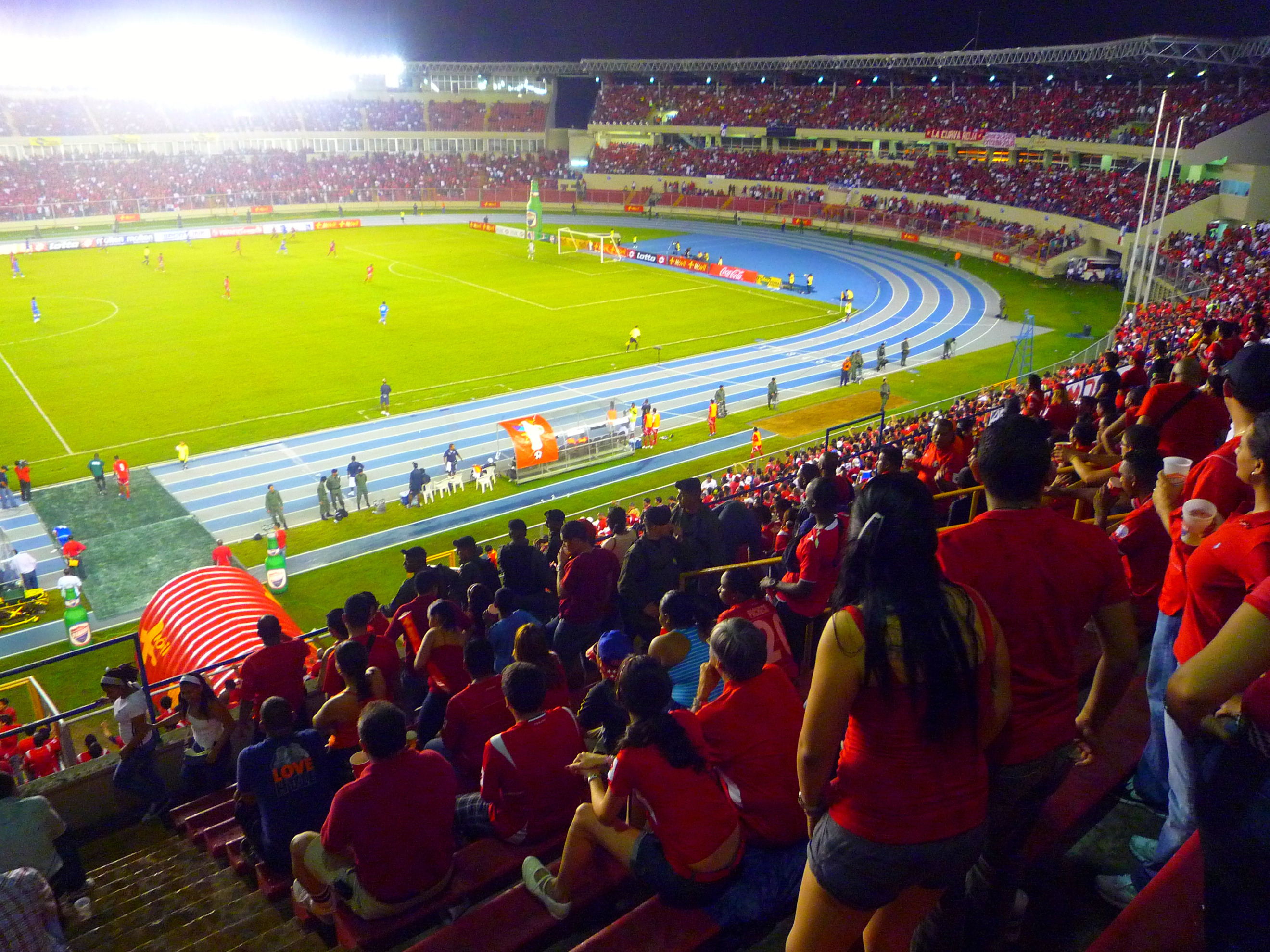
Gradería Oeste durante un Partido de la Selección.

La selección de Panamá juega sus partidos en el estadio Rommel Fernández Gutiérrez, que está situado en la ciudad de Panamá, También es usado para distintas disciplinas deportivas, pero principalmente para la realización de juegos de fútbol y LPF. Fue inaugurado el 6 de febrero de 1970, diseñado para albergar los XI Juegos Centroamericanos 1970. A través de nuevas reformas, logró alcanzar la actual capacidad de 26.000 espectadores.

## La Marea Roja (Afición)
Muchos son los que se adjudican la creación de este término para la afición, pero lo cierto es que nace en el año 2000 cuando unos jóvenes que tenían la idea de generar pasión a la hora de los partidos que Panamá jugaba de local, crearon cánticos, cosieron banderas y visitaron medios de comunicación. Poco a poco el nombre ha ido calando entre los aficionados y el público, por lo que las grandes empresas fueron usándolo en sus publicidades para el Mundial Corea/Japón 2002 y desde esa época se ha convertido el apelativo de la hinchada. Erróneamente se suele llamar Marea Roja a la selección, pero el nombre corresponde a la afición como grupo, no al equipo como tal. 

## Los Canaleros (Apodo)
Este apodo se ha vuelto popular en los medios internacionales para referirse a la selección de Panamá. Nace como vínculo de dicha selección con el Canal de Panamá, obra de ingeniería que se localiza en Panamá. Ha ganado amplia importancia junto al crecimiento futbolístico de este país en el área de CONCACAF. Ha sido tanto el uso de este apodo que fue el elegido como apodo oficial para Panamá en competencias importantes como: Copa Oro de la Concacaf y Copa Mundial Femenina de Fútbol de 2023.

## Rivalidades
A principios de la década del 2010 con el crecimiento del nivel futbolístico la Selección Panameña ha ido creando nuevas rivalidades de las cuales la que más destaca es la que mantiene con México y Honduras, las cuales han ido en aumento con cada nuevo partido contra ambos equipos; en menor medida la selección canalera también tiene una curiosa rivalidad con Venezuela, sin embargo, los encuentros entre ambos combinados no son tan frecuentes ya que pertenecen a confederaciones diferentes.

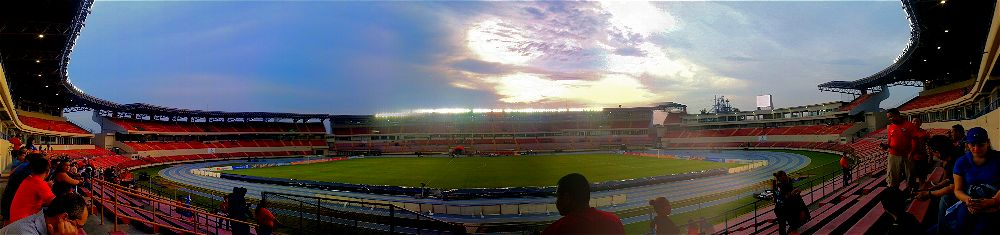
Vistas desde las graderías Preferencial Este del Estadio Rommel Fernández Gutiérrez al atardecer.

### Principales historiales
- Actualizado al 23 de marzo de 2025 (Datos según FIFA)[26]

| Equipo | Partidos Ganados | Partidos Empatados | Goles a favor | Último partido      |
| ------ | ---------------- | ------------------ | ------------- | ------------------- |
| Panamá | 2                | 6                  | 16            | 23 de marzo de 2025 |
| México | 19               | 6                  | 49            | 23 de marzo de 2025 |

- Actualizado al 20 de noviembre de 2023 (Datos según FIFA).[27]

| Equipo     | Partidos Ganados | Partidos Empatados | Goles a favor | Último partido          |
| ---------- | ---------------- | ------------------ | ------------- | ----------------------- |
| Panamá     | 17               | 14                 | 54            | 14 de noviembre de 2024 |
| Costa Rica | 26               | 14                 | 109           | 14 de noviembre de 2024 |

- Actualizado al 24 de marzo de 2022 (Datos según FIFA)[28]

| Equipo   | Partidos Ganados | Partidos Empatados | Goles a favor | Último partido      |
| -------- | ---------------- | ------------------ | ------------- | ------------------- |
| Panamá   | 12               | 12                 | 38            | 24 de marzo de 2022 |
| Honduras | 23               | 12                 | 67            | 24 de marzo de 2022 |

- Actualizado al 15 de noviembre de 2022 (Datos según FIFA)[29]

| Equipo    | Partidos Ganados | Partidos Empatados | Goles a favor | Último partido          |
| --------- | ---------------- | ------------------ | ------------- | ----------------------- |
| Panamá    | 5                | 6                  | 22            | 15 de noviembre de 2022 |
| Venezuela | 5                | 6                  | 23            | 15 de noviembre de 2022 |

## Jugadores

### Última convocatoria
Lista de 26 jugadores para disputar la Copa Oro de la Concacaf 2025 en los  Estados Unidos.
| N.º | Nombre            | Posición      | Edad    | PJ  | Goles | Club                      |
| --- | ----------------- | ------------- | ------- | --- | ----- | ------------------------- |
| 1   | Luis Mejía        | Portero       | 34 años | 55  | 0     | Club Nacional de Football |
| 12  | John Gunn         | Portero       | 25 años | 0   | 0     | New England Revolution II |
| 22  | Orlando Mosquera  | Portero       | 30 años | 34  | 0     | Al-Fayha FC               |
| 2   | César Blackman    | Defensa       | 27 años | 30  | 2     | ŠK Slovan Bratislava      |
| 3   | José Córdoba      | Defensa       | 24 años | 24  | 0     | Norwich City FC           |
| 4   | Fidel Escobar     | Defensa       | 30 años | 86  | 4     | Deportivo Saprissa        |
| 5   | Edgardo Fariña    | Defensa       | 23 años | 13  | 0     | FK Khimki                 |
| 15  | Eric Davis        | Defensa       | 34 años | 95  | 8     | Vila Nova FC              |
| 16  | Andrés Andrade    | Defensa       | 26 años | 37  | 1     | LASK Linz                 |
| 19  | Iván Anderson     | Defensa       | 27 años | 12  | 1     | Club Deportivo Marathón   |
| 23  | Michael Murillo   | Defensa       | 27 años | 83  | 9     | Olympique de Marsella     |
| 26  | Jorge Gutiérrez   | Defensa       | 26 años | 5   | 0     | Deportivo La Guaira       |
| 6   | Cristian Martínez | Mediocampista | 28 años | 52  | 1     | Ironi Kiryat Shmona       |
| 7   | José Rodríguez    | Mediocampista | 27 años | 56  | 7     | FC Juárez                 |
| 8   | Víctor Griffith   | Mediocampista | 24 años | 11  | 0     | St. Johnstone FC          |
| 13  | Janpol Morales    | Mediocampista | 27 años | 5   | 0     | CD Macará                 |
| 14  | Carlos Harvey     | Mediocampista | 25 años | 15  | 1     | Minnesota United FC       |
| 20  | Aníbal Godoy      | Mediocampista | 35 años | 148 | 4     | San Diego FC              |
| 21  | César Yanis       | Mediocampista | 29 años | 51  | 5     | CD Cobresal               |
| 25  | Edward Cedeño     | Mediocampista | 22 años | 2   | 0     | SD Tarazona               |
| 9   | Eduardo Guerrero  | Delantero     | 25 años | 19  | 2     | Dinamo de Kiev            |
| 10  | Ismael Díaz       | Delantero     | 28 años | 45  | 10    | CD Universidad Católica   |
| 11  | Azarías Londoño   | Delantero     | 24 años | 6   | 0     | CD Universidad Católica   |
| 17  | Kahiser Lenis     | Delantero     | 24 años | 10  | 2     | Jaguares FC               |
| 18  | Gustavo Herrera   | Delantero     | 19 años | 1   | 0     | Puebla FC                 |
| 24  | Tomás Rodríguez   | Delantero     | 26 años | 6   | 0     | Monagas SC                |

### Jugadores con más participaciones
Actualizado el 20 de junio de 2025
| N.º | Nombre           | Periodo         | Partidos | Goles |
| --- | ---------------- | --------------- | -------- | ----- |
| 1   | Aníbal Godoy     | 2010 - presente | 148      | 4     |
| 2   | Gabriel Gómez    | 2003 - 2018     | 147      | 12    |
| 3   | Alberto Quintero | 2007 - 2024     | 137      | 7     |
| 4   | Jaime Penedo     | 2003 - 2018     | 136      | 0     |
| 5   | Blas Pérez       | 2001 - 2018     | 125      | 43    |
| 6   | Armando Cooper   | 2006 - 2022     | 123      | 9     |
| 7   | Román Torres     | 2005 - 2021     | 119      | 10    |
| 8   | Luis Tejada ✝️   | 2001 - 2018     | 108      | 43    |
| 9   | Felipe Baloy     | 2001 - 2018     | 103      | 4     |
| 10  | Gabriel Torres   | 2005 - 2022     | 102      | 24    |

### Máximos anotadores
| N.º | Nombre                  | Período       | Goles | Partidos |
| --- | ----------------------- | ------------- | ----- | -------- |
| 1   | Blas Pérez              | 2001 - 2018   | 43    | 122      |
| 1   | Luis Tejada ✝️          | 2001 - 2018   | 43    | 108      |
| 3   | Gabriel Torres          | 2005 - 2022   | 24    | 102      |
| 4   | Luis Ernesto Tapia      | 1960 - 1979   | 20    | 77       |
| 5   | Jorge Dely Valdés       | 1990 - 2005   | 19    | 48       |
| 6   | James Santiago Anderson | 1938–1948     | 18    | 23       |
| 7   | Julio Dely Valdés       | 1990 - 2006   | 18    | 47       |
| 8   | Carlos J. Martínez      | 1946–1954     | 17    | 20       |
| 9   | Roberto Brown           | 2000-2011     | 16    | 54       |
| 10  | José Fajardo            | 2017-presente | 15    | 57       |

## Entrenadores

### Listado cronológico
| Entrenador           | Período         |
| -------------------- | --------------- |
| Romeo Parravicini    | Febrero de 1938 |
| Manuel Sánchez Durán | 1941            |
| Emel Ospino          | 1946            |
| Óscar Rendoll        | 1946-1947       |
| Óscar Suman Carrillo | 1949            |
| Gilberto Casanova    | 1950            |
| Moses Stern          | 1950            |
| Óscar Rendoll        | 1951-1952       |
| Rogelio Díaz         | 1952            |
| Emel Ospino          | 1956            |
| José Bech Casablanca | 1961            |
| Raúl "Che" Álvarez   | 1963-1964       |
| José Bech Casablanca | 1967            |
| Luis Carlos Ponce    | 1967            |
| Néstor Valdés        | 1969-1970       |
| Hugo Tassara         | 1971-1973       |
| Renato Panay         | 1976            |
| Omar Muraco          | 1978            |
| Edgardo Bone Baldi   | 1979            |
| Luis Borghini        | 1980            |
| Rubén Cárdenas       | 1980            |
| Orlando Muñoz        | 1984            |
| Carlos Cavagnaro     | 1984            |

| Entrenador                          | Período                       |
| ----------------------------------- | ----------------------------- |
| Juan Colecchio                      | 1986-1987                     |
| Miguel Ángel Mansilla               | 1987-1988                     |
| Miguel Ángel Mansilla               | 1990                          |
| Saúl Suárez                         | 1991-1992                     |
| Gustavo De Simone                   | 1992-1993                     |
| Saúl Suárez                         | 1993-1994                     |
| César Maturana                      | 1995-1996                     |
| Óscar Aristizábal                   | 1996-1997                     |
| Orlando Muñoz                       | 1998-1999                     |
| Óscar Aristizábal                   | 1999                          |
| Miguel Ángel Mansilla               | 1999-2000                     |
| Ezequiel Fernández                  | 2000                          |
| Leopoldo Lee                        | 2000                          |
| Mihai Stoichiță                     | Febrero 2001 - agosto de 2001 |
| Billy Stenning                      | 2001-2002                     |
| Carlos Alberto da Luz               | 2002-2003                     |
| Gonzalo Soto                        | 2003                          |
| José Eugenio Hernández              | 2004-2005                     |
| Julio Dely Valdés Jorge Dely Valdés | 2006 (Interinos)              |
| Víctor René Mendieta                | 2006 (Interino)               |

| Entrenador          | Período              |
| ------------------- | -------------------- |
| Alexandre Guimarães | 2006-2008            |
| Gary Stempel        | 2008-2009            |
| Jorge Dely Valdés   | 2010 (Interino)      |
| Julio Dely Valdés   | 2010-2013            |
| Hernán Darío Gómez  | 2014-2018            |
| Gary Stempel        | 2018-2019 (Interino) |
| Julio Dely Valdés   | 2019 (Interino)      |
| Américo Gallego     | 2019-2020            |
| Thomas Christiansen | 2020-presente        |

### Cuerpo técnico
| Cuerpo Técnico     | Cuerpo Técnico                                | Cuerpo Técnico          | Cuerpo Técnico                      |
| ------------------ | --------------------------------------------- | ----------------------- | ----------------------------------- |
| Entrenador:        | Thomas Christiansen                           | Asistentes técnicos:    | Francisco Sánchez Jorge Dely Valdés |
| Preparador físico: | Christian Beguer                              | Preparador de arqueros: | Donaldo González                    |
| Médico:            | Gerinaldo Martínez Luis Sevillano Engie Mitre | Kinesiólogo:            | Éric Arosemena                      |
| Fisioterapeuta:    | Juan Carlos Andrión Arturo Chong              | Utileros:               | Tobías Cedeño Maycool Castañeda     |

## Estadísticas

### Copa Mundial de Fútbol
| Año   | Ronda          | Posición       | PJ             | PG             | PE             | PP             | GF             | GC             | Goleador                                |                |
| ----- | -------------- | -------------- | -------------- | -------------- | -------------- | -------------- | -------------- | -------------- | --------------------------------------- | -------------- |
| 1930  | No participó   | No participó   | No participó   | No participó   | No participó   | No participó   | No participó   | No participó   | No participó                            | No participó   |
| 1934  | No participó   | No participó   | No participó   | No participó   | No participó   | No participó   | No participó   | No participó   | No participó                            | No participó   |
| 1938  | No participó   | No participó   | No participó   | No participó   | No participó   | No participó   | No participó   | No participó   | No participó                            | No participó   |
| 1950  | No participó   | No participó   | No participó   | No participó   | No participó   | No participó   | No participó   | No participó   | No participó                            | No participó   |
| 1954  | No participó   | No participó   | No participó   | No participó   | No participó   | No participó   | No participó   | No participó   | No participó                            | No participó   |
| 1958  | No participó   | No participó   | No participó   | No participó   | No participó   | No participó   | No participó   | No participó   | No participó                            | No participó   |
| 1962  | No participó   | No participó   | No participó   | No participó   | No participó   | No participó   | No participó   | No participó   | No participó                            | No participó   |
| 1966  | No participó   | No participó   | No participó   | No participó   | No participó   | No participó   | No participó   | No participó   | No participó                            | No participó   |
| 1970  | No participó   | No participó   | No participó   | No participó   | No participó   | No participó   | No participó   | No participó   | No participó                            | No participó   |
| 1974  | No participó   | No participó   | No participó   | No participó   | No participó   | No participó   | No participó   | No participó   | No participó                            | No participó   |
| 1978  | No clasificó   | No clasificó   | No clasificó   | No clasificó   | No clasificó   | No clasificó   | No clasificó   | No clasificó   | No clasificó                            | No clasificó   |
| 1982  | No clasificó   | No clasificó   | No clasificó   | No clasificó   | No clasificó   | No clasificó   | No clasificó   | No clasificó   | No clasificó                            | No clasificó   |
| 1986  | No clasificó   | No clasificó   | No clasificó   | No clasificó   | No clasificó   | No clasificó   | No clasificó   | No clasificó   | No clasificó                            | No clasificó   |
| 1990  | No clasificó   | No clasificó   | No clasificó   | No clasificó   | No clasificó   | No clasificó   | No clasificó   | No clasificó   | No clasificó                            | No clasificó   |
| 1994  | No clasificó   | No clasificó   | No clasificó   | No clasificó   | No clasificó   | No clasificó   | No clasificó   | No clasificó   | No clasificó                            | No clasificó   |
| 1998  | No clasificó   | No clasificó   | No clasificó   | No clasificó   | No clasificó   | No clasificó   | No clasificó   | No clasificó   | No clasificó                            | No clasificó   |
| 2002  | No clasificó   | No clasificó   | No clasificó   | No clasificó   | No clasificó   | No clasificó   | No clasificó   | No clasificó   | No clasificó                            | No clasificó   |
| 2006  | No clasificó   | No clasificó   | No clasificó   | No clasificó   | No clasificó   | No clasificó   | No clasificó   | No clasificó   | No clasificó                            | No clasificó   |
| 2010  | No clasificó   | No clasificó   | No clasificó   | No clasificó   | No clasificó   | No clasificó   | No clasificó   | No clasificó   | No clasificó                            | No clasificó   |
| 2014  | No clasificó   | No clasificó   | No clasificó   | No clasificó   | No clasificó   | No clasificó   | No clasificó   | No clasificó   | No clasificó                            | No clasificó   |
| 2018  | Fase de grupos | 32.º           | 3              | 0              | 0              | 3              | 2              | 11             | Felipe Baloy y Yassine Meriah (a.g.): 1 |                |
| 2022  | No clasificó   | No clasificó   | No clasificó   | No clasificó   | No clasificó   | No clasificó   | No clasificó   | No clasificó   | No clasificó                            | No clasificó   |
| 2026  | Por disputarse | Por disputarse | Por disputarse | Por disputarse | Por disputarse | Por disputarse | Por disputarse | Por disputarse | Por disputarse                          | Por disputarse |
| 2030  | Por disputarse | Por disputarse | Por disputarse | Por disputarse | Por disputarse | Por disputarse | Por disputarse | Por disputarse | Por disputarse                          | Por disputarse |
| 2034  | Por disputarse | Por disputarse | Por disputarse | Por disputarse | Por disputarse | Por disputarse | Por disputarse | Por disputarse | Por disputarse                          | Por disputarse |
| Total | 1/22           | 79.º           | 3              | 0              | 0              | 3              | 2              | 11             | Felipe Baloy: 1                         |                |

### Copa América
| Año       | Ronda            | Posición     | PJ           | PG           | PE           | PP           | GF           | GC           | Goleador                     |
| --------- | ---------------- | ------------ | ------------ | ------------ | ------------ | ------------ | ------------ | ------------ | ---------------------------- |
| 1916-2015 | No participó     | No participó | No participó | No participó | No participó | No participó | No participó | No participó | No participó                 |
| 2016      | Primera fase     | 12.º         | 3            | 1            | 0            | 2            | 4            | 10           | Blas Pérez: 2                |
| 2019      | No participó     | No participó | No participó | No participó | No participó | No participó | No participó | No participó | No participó                 |
| 2021      | No participó     | No participó | No participó | No participó | No participó | No participó | No participó | No participó | No participó                 |
| 2024      | Cuartos de final | 7.º          | 4            | 2            | 0            | 2            | 6            | 10           | José Fajardo: 2              |
| Total     | 2/48             | 15.º         | 7            | 3            | 0            | 4            | 10           | 20           | Blas Pérez y José Fajardo: 2 |

### Copa de Oro de la Concacaf
| Año          | Resultado        | Posición     | PJ           | PG           | PE           | PP           | GF           | GC           | Dif          | Goleador                                                   |
| ------------ | ---------------- | ------------ | ------------ | ------------ | ------------ | ------------ | ------------ | ------------ | ------------ | ---------------------------------------------------------- |
| 1963         | Primera fase     | 5.º          | 4            | 1            | 2            | 1            | 8            | 4            | 4            | Juan Antonio Santamaría: 2                                 |
| 1965         | No participó     | No participó | No participó | No participó | No participó | No participó | No participó | No participó | No participó | No participó                                               |
| 1967         | No clasificó     | No clasificó | No clasificó | No clasificó | No clasificó | No clasificó | No clasificó | No clasificó | No clasificó | No clasificó                                               |
| 1969         | No clasificó     | No clasificó | No clasificó | No clasificó | No clasificó | No clasificó | No clasificó | No clasificó | No clasificó | No clasificó                                               |
| 1971         | No participó     | No participó | No participó | No participó | No participó | No participó | No participó | No participó | No participó | No participó                                               |
| 1973         | No participó     | No participó | No participó | No participó | No participó | No participó | No participó | No participó | No participó | No participó                                               |
| 1977         | No clasificó     | No clasificó | No clasificó | No clasificó | No clasificó | No clasificó | No clasificó | No clasificó | No clasificó | No clasificó                                               |
| 1981         | No clasificó     | No clasificó | No clasificó | No clasificó | No clasificó | No clasificó | No clasificó | No clasificó | No clasificó | No clasificó                                               |
| 1985         | No clasificó     | No clasificó | No clasificó | No clasificó | No clasificó | No clasificó | No clasificó | No clasificó | No clasificó | No clasificó                                               |
| 1989         | No clasificó     | No clasificó | No clasificó | No clasificó | No clasificó | No clasificó | No clasificó | No clasificó | No clasificó | No clasificó                                               |
| Total        | 1/10             | 5.º          | 4            | 1            | 2            | 1            | 8            | 4            | 4            | Juan Antonio Santamaría: 2                                 |
| 1991         | No clasificó     | No clasificó | No clasificó | No clasificó | No clasificó | No clasificó | No clasificó | No clasificó | No clasificó | No clasificó                                               |
| 1993         | Primera fase     | 7.º          | 3            | 0            | 1            | 2            | 3            | 8            | -5           | Jesús Julio, Mendieta y Piggott: 1                         |
| 1996         | No clasificó     | No clasificó | No clasificó | No clasificó | No clasificó | No clasificó | No clasificó | No clasificó | No clasificó | No clasificó                                               |
| 1998         | No clasificó     | No clasificó | No clasificó | No clasificó | No clasificó | No clasificó | No clasificó | No clasificó | No clasificó | No clasificó                                               |
| 2000         | No participó     | No participó | No participó | No participó | No participó | No participó | No participó | No participó | No participó | No participó                                               |
| 2002         | No clasificó     | No clasificó | No clasificó | No clasificó | No clasificó | No clasificó | No clasificó | No clasificó | No clasificó | No clasificó                                               |
| 2003         | No clasificó     | No clasificó | No clasificó | No clasificó | No clasificó | No clasificó | No clasificó | No clasificó | No clasificó | No clasificó                                               |
| 2005         | Subcampeón       | 2.º          | 6            | 2            | 3            | 1            | 7            | 6            | 1            | Luis Tejada: 3                                             |
| 2007         | Cuartos de final | 6.º          | 4            | 1            | 1            | 2            | 6            | 7            | -1           | Blas Pérez: 3                                              |
| 2009         | Cuartos de final | 7.º          | 4            | 1            | 1            | 2            | 7            | 5            | 2            | Blas Pérez: 3                                              |
| 2011         | Tercer lugar     | 3.º          | 5            | 2            | 2            | 1            | 7            | 6            | 1            | Luis Tejada: 3                                             |
| 2013         | Subcampeón       | 2.º          | 6            | 4            | 1            | 1            | 11           | 4            | 7            | Gabriel Torres: 5                                          |
| 2015         | Tercer lugar     | 3.º          | 6            | 0            | 5            | 1            | 6            | 7            | -1           | Luis Tejada: 2                                             |
| 2017         | Cuartos de final | 5.º          | 4            | 2            | 1            | 1            | 6            | 3            | 3            | Gabriel Torres: 2                                          |
| 2019         | Cuartos de final | 7.º          | 4            | 2            | 0            | 2            | 6            | 4            | 2            | A. Arroyo, G. Torres, A. Cooper, E. Bárcenas y E. Davis: 1 |
| 2021         | Fase de grupos   | 9.º          | 3            | 1            | 1            | 1            | 8            | 7            | 1            | R. Blackburn, J. Rodríguez y E. Davis: 2                   |
| 2023         | Subcampeón       | 2.º          | 6            | 3            | 2            | 1            | 11           | 6            | 5            | Ismael Díaz de León: 4                                     |
| 2025         | Cuartos de final | 5.º          | 4            | 3            | 1            | 0            | 11           | 4            | 7            | Ismael Díaz de León: 6                                     |
| Total        | 12/18            | 6.º          | 55           | 21           | 19           | 15           | 89           | 67           | 22           | Blas Pérez: 11                                             |
| Total global | 13/28            | 6.º          | 59           | 22           | 21           | 16           | 97           | 71           | 26           | Blas Pérez: 11                                             |

### Liga de Naciones de la Concacaf
| Año     | Resultado      | Posición | PJ | PG | PE | PP | GF | GC | Dif | Goleador                                                                                  |
| ------- | -------------- | -------- | -- | -- | -- | -- | -- | -- | --- | ----------------------------------------------------------------------------------------- |
| 2019-20 | Fase de grupos | 7.º      | 4  | 1  | 0  | 3  | 5  | 9  | -4  | Gabriel Torres: 2                                                                         |
| 2022-23 | Cuarto lugar   | 4.º      | 6  | 3  | 1  | 2  | 8  | 3  | 5   | Édgar Bárcenas: 2                                                                         |
| 2023-24 | Cuarto lugar   | 4.º      | 8  | 5  | 1  | 2  | 15 | 7  | 8   | José Fajardo: 3                                                                           |
| 2024-25 | Subcampeón     | 2.º      | 4  | 2  | 1  | 1  | 5  | 4  | 1   | Adalberto Carrasquilla, Cecilio Waterman, José Rodríguez, César Blackman, José Fajardo: 1 |
| Total   | 4/4            | -        | 22 | 11 | 3  | 8  | 33 | 23 | 10  | José Fajardo: 4                                                                           |

### Copa Centroamericana
| Año   | Ronda         | Posición     | PJ           | PG           | PE           | PP           | GF           | GC           | Goleador                                         |
| ----- | ------------- | ------------ | ------------ | ------------ | ------------ | ------------ | ------------ | ------------ | ------------------------------------------------ |
| 1991  | Primera fase  | 5.º          | 2            | 1            | 0            | 1            | 2            | 3            | Oberto Lynch y Julio Dely Valdés: 1              |
| 1993  | Fase final    | 3.º          | 3            | 0            | 1            | 2            | 1            | 5            | Erick Ortega: 1                                  |
| 1995  | Primera fase  | 5.º          | 4            | 2            | 0            | 2            | 7            | 3            | Walter Pino: 2                                   |
| 1997  | Primera fase  | 5.º          | 4            | 1            | 1            | 2            | 2            | 8            | Patricio Guevara: 1                              |
| 1999  | No participó  | No participó | No participó | No participó | No participó | No participó | No participó | No participó | No participó                                     |
| 2001  | Segunda fase  | 4.º          | 6            | 2            | 1            | 3            | 12           | 9            | Jorge Dely Valdés: 6                             |
| 2003  | Fase final    | 5.º          | 5            | 1            | 1            | 3            | 4            | 5            | Díaz, Méndez, Brown y Mendieta: 1                |
| 2005  | Semifinales   | 4.º          | 4            | 1            | 0            | 3            | 1            | 5            | Juan Ramón Solís: 1                              |
| 2007  | Segundo lugar | 2.º          | 4            | 2            | 2            | 0            | 5            | 2            | Rivera, Blanco, Phillips, Baloy y Luis Tejada: 1 |
| 2009  | Campeón       | 1.º          | 4            | 2            | 1            | 1            | 2            | 3            | Zapata y Phillips: 1                             |
| 2011  | Tercer lugar  | 3.º          | 5            | 3            | 2            | 0            | 7            | 1            | Cooper y Aguilar: 2                              |
| 2013  | Primera fase  | 5.º          | 3            | 1            | 2            | 0            | 4            | 2            | Sánchez, Pérez, Rojas y Quintero: 1              |
| 2014  | Tercer lugar  | 3.º          | 3            | 2            | 1            | 0            | 5            | 2            | Pérez y Torres: 2                                |
| 2017  | Segundo lugar | 2.º          | 5            | 3            | 1            | 1            | 4            | 2            | Miller, Núñez, Arroyo y Cooper: 1                |
| Total | 13/14         | 5.º          | 52           | 21           | 13           | 18           | 56           | 50           | Jorge Dely Valdés: 6                             |

 Nota 1: En el cuadro estadístico también se consignaron los 6 partidos de eliminatoria jugados por Panamá en 1991 (ante Honduras), 1995 (ante Nicaragua) y 1997 (ante Belice).

### Copa CCCF
| Año   | Ronda         | PJ           | G            | E            | P            | GA           | GR           |              |
| ----- | ------------- | ------------ | ------------ | ------------ | ------------ | ------------ | ------------ | ------------ |
| 1941  | Cuarto lugar  | 4            | 1            | 1            | 2            | 11           | 16           |              |
| 1943  | No participó  | No participó | No participó | No participó | No participó | No participó | No participó | No participó |
| 1946  | Quinto lugar  | 5            | 1            | 1            | 3            | 5            | 16           |              |
| 1948  | Tercer lugar  | 8            | 4            | 0            | 4            | 19           | 24           |              |
| 1951  | Campeón       | 4            | 3            | 1            | 0            | 13           | 3            |              |
| 1953  | Séptimo lugar | 6            | 0            | 1            | 5            | 6            | 16           |              |
| 1955  | No participó  | No participó | No participó | No participó | No participó | No participó | No participó | No participó |
| 1957  | Cuarto lugar  | 4            | 1            | 0            | 3            | 3            | 8            |              |
| 1960  | No participó  | No participó | No participó | No participó | No participó | No participó | No participó | No participó |
| 1961  | Primera fase  | 4            | 1            | 0            | 3            | 3            | 11           |              |
| Total | 7/10          | 35           | 11           | 4            | 20           | 60           | 94           |              |

### Campeonato Panamericano de Fútbol
| Año   | Ronda        | PJ           | G            | E            | P            | GA           | GR           |              |
| ----- | ------------ | ------------ | ------------ | ------------ | ------------ | ------------ | ------------ | ------------ |
| 1952  | Sexto lugar  | 5            | 0            | 0            | 5            | 5            | 28           |              |
| 1956  | No participó | No participó | No participó | No participó | No participó | No participó | No participó | No participó |
| 1960  | No participó | No participó | No participó | No participó | No participó | No participó | No participó | No participó |
| Total | 1/3          | 5            | 0            | 0            | 5            | 5            | 28           |              |

## Palmarés

### Torneos oficiales
| Copa Oro             | –         | 3 (2005, 2013 y 2023) | 2 (2011 y 2015)       | –                  |                    |
| Liga de Naciones     | –         | 1 (2025)              | –                     | 2 (2023 y 2024)    |                    |
| Copa CCCF            | 1 (1951)  | –                     | 1 (1948)              | 2 (1941 y 1957)    |                    |
| Copa Centroamericana | 1 (2009)  | 2 (2007 y 2017)       | 3 (1993, 2011 y 2014) | 2 (2001 y 2005)    |                    |
| Total                | 2 títulos | Selección absoluta    | Selección absoluta    | Selección absoluta | Selección absoluta |

### Selección Amateur
- Juegos Bolivarianos
  -  Medalla de bronce (2): 1970 y 1973.

- Amistoso Internacional Panamá vs Catalunya
  - Copa Catalunya: 2024.

## Clasificación FIFA (Ranking)
Puntuación en el Ranking de la Selección de Panamá tras finalizar cada año.
| 1993         | 1994     | 1995     | 1996     | 1997     | 1998     | 1999     | 2000     | 2001     | 2002     | 2003      | 2004      | 2005      | 2006         | 2007        |
| ------------ | -------- | -------- | -------- | -------- | -------- | -------- | -------- | -------- | -------- | --------- | --------- | --------- | ------------ | ----------- |
| 132          | 140      | 126      | 101      | 119      | 131      | 138      | 121      | 109      | 129      | 125       | 100       | 78        | 81           | 67          |
| 7 ptos       | 6 ptos   | 12 ptos  | 26 ptos  | 24 ptos  | 18 ptos  | 214 ptos | 319 ptos | 400 ptos | 326 ptos | 368 ptos  | 472 ptos  | 536 ptos  | 411 ptos     | 487 ptos    |
| 2008         | 2009     | 2010     | 2011     | 2012     | 2013     | 2014     | 2015     | 2016     | 2017     | 2018 1    | 2019      | 2020      | 2021         | 2022        |
| 88           | 70       | 64       | 49       | 51       | 38       | 57       | 64       | 58       | 55       | 71        | 81        | 78        | 63           | 61          |
| 413 ptos     | 469 ptos | 501 ptos | 589 ptos | 582 ptos | 705 ptos | 547 ptos | 544 ptos | 584 ptos | 621 ptos | 1326 ptos | 1304 ptos | 1311 ptos | 1379.34 ptos | 1391.7 ptos |
| 2023         | 2024     | 2025     | 2026     | 2027     | 2028     | 2029     | 2030     | 2031     | 2032     | 2033      | 2034      | 2035      | 2036         | 2037        |
| 41           | ?        | ?        | ?        | ?        | ?        | ?        | ?        | ?        | ?        | ?         | ?         | ?         | ?            | ?           |
| 1475.62 ptos | ?        | ?        | ?        | ?        | ?        | ?        | ?        | ?        | ?        | ?         | ?         | ?         | ?            | ?           |

| Año                     | enero                  | febrero                | marzo                  | abril                  | mayo                   | junio                  | julio                  | agosto         | septiembre     | octubre        | noviembre      | diciembre      |
| ----------------------- | ---------------------- | ---------------------- | ---------------------- | ---------------------- | ---------------------- | ---------------------- | ---------------------- | -------------- | -------------- | -------------- | -------------- | -------------- |
| 1993                    | Sin clasificación FIFA | Sin clasificación FIFA | Sin clasificación FIFA | Sin clasificación FIFA | Sin clasificación FIFA | Sin clasificación FIFA | Sin clasificación FIFA | 125.º (7)      | 126.º (7)      | 128.º (7)      | 127.º (7)      | 132.º (7)      |
| 1994                    | —                      | 131.º (7)              | 131.º (7)              | 130.º (7)              | 130.º (7)              | 131.º (7)              | 134.º (6)              | —              | 135.º (6)      | 140.º (6)      | 140.º (6)      | 140.º (6)      |
| 1995                    | —                      | 140.º (7)              | —                      | 140.º (7)              | 141.º (7)              | 142.º (7)              | 149° (6)               | 150.º (6)      | 135.º (6)      | 150.º (6)      | 141.º (9)      | 126.º (12)     |
| 1996                    | 128.º (12)             | 128.º (12)             | —                      | 133.º (12)             | 133.º (12)             | —                      | 121.º (18)             | 106.º (22)     | 105.º (23)     | 105.º (24)     | 107.º (23)     | 101.º (26)     |
| 1997                    | —                      | 103.º (26)             | —                      | 104.º (26)             | 105.º (27)             | 106.º (26)             | 105.º (26)             | 110.º (26)     | 111.º (26)     | 114.º (25)     | 116.º (25)     | 119.º (24)     |
| 1998                    | —                      | 120.º (23)             | 120.º (23)             | 126.º (20)             | 127° (20)              | —                      | 123.º (19)             | 123.º (19)     | 126.º (19)     | 130° (18)      | 131.º (18)     | 131° (18)      |
| 1999                    | 133.º (216)            | 134.º (215)            | 136.º (214)            | 138.º (212)            | 139.º (209)            | 140.º (206)            | 141.º (201)            | 141.º (197)    | 142.º (193)    | 143.º (188)    | 143.º (181)    | 138.º (214)    |
| 2000                    | 139.º (214)            | 123.º (266)            | 121.º (288)            | 118.º (314)            | 119.º (315)            | 119.º (314)            | 119.º (314)            | 122.º (312)    | 122.º (311)    | 123.º (314)    | 122.º (316)    | 121.º (319)    |
| 2001                    | 121.º (319)            | 121.º (318)            | 123.º (316)            | 125.º (317)            | 124.º (343)            | 114.º (382)            | 112.º (388)            | 111.º (392)    | 111.º (394)    | 111.º (397)    | 112.º (396)    | 109.º (400)    |
| 2002                    | 111.º (400)            | 111.º (399)            | 111.º (396)            | 111.º (393)            | 111.º (388)            | —                      | 112.º (378)            | 116.º (369)    | 122.º (359)    | 123.º (348)    | 125.º (340)    | 129.º (326)    |
| 2003                    | 130.º (326)            | 130.º (324)            | 121.º (368)            | 124.º (364)            | 124.º (360)            | 126.º (354)            | 118.º (393)            | 116.º (387)    | 120.º (379)    | 122.º (376)    | 125.º (373)    | 125.º (368)    |
| 2004                    | 125.º (368)            | 125.º (375)            | 127.º (364)            | 127.º (369)            | 120.º (392)            | 120.º (393)            | 106.º (435)            | 106.º (432)    | 106.º (433)    | 103 º (453)    | 101.º (454)    | 100.º (472)    |
| 2005                    | 101.º (469)            | 101.º (470)            | 97.º (478)             | 97.º (484)             | 95.º (484)             | 98.º (482)             | 83.º (515)             | 77.º (540)     | 76.º (538)     | 78.º (537)     | 78.º (535)     | 78.º (536)     |
| 2006                    | 78.º (536)             | 79.º (536)             | 81.º (532)             | 81.º (526)             | 81.º (523)             | —                      | 59.º (522)             | 98.º (275)     | 74.º (426)     | 74.º (440)     | 72.º (435)     | 81.º (411)     |
| 2007                    | 80.º (411)             | 74.º (423)             | 54.º (557)             | 56.º (528)             | 60.º (514)             | 52.º (595)             | 57.º (518)             | 71.º (435)     | 66.º (470)     | 65.º (483)     | 66.º (487)     | 67.º (487)     |
| 2008                    | 64.º (494)             | 63.º (512)             | 69.º (478)             | 66.º (497)             | 67.º (497)             | 60.º (524)             | 69.º (466)             | 92.º (379)     | 96.º (365)     | 91.º (385)     | 89.º (404)     | 88.º (413)     |
| 2009                    | 83.º (417)             | 50.º (586)             | 51.º (577)             | 60.º (547)             | 60.º (547)             | 61.º (536)             | 69.º (478)             | 78.º (417)     | 75.º (431)     | 70.º (464)     | 69.º (468)     | 70.º (469)     |
| 2010                    | 77.º (406)             | 78.º (402)             | 76.º (430)             | 76.º (421)             | 74.º (434)             | —                      | 94.º (323)             | 97.º (314)     | 70.º (487)     | 59.º (515)     | 64.º (480)     | 64.º (501)     |
| 2011                    | 67.º (475)             | 60.º (518)             | 68.º (482)             | 68.º (488)             | 67.º (493)             | 52.º (574)             | 65.º (487)             | 62.º (524)     | 53.º (564)     | 53.º (579)     | 51.º (585)     | 49.º (589)     |
| 2012                    | 47.º (600)             | 49.º (594)             | 50.º (576)             | 52.º (575)             | 52.º (575)             | 46.º (591)             | 48.º (612)             | 54.º (560)     | 50.º (591)     | 43.º (625)     | 46.º (609)     | 51.º (582)     |
| 2013                    | 46.º (594)             | 42.º (612)             | 41.º (624)             | 38.º (663)             | 38.º (663)             | 43.º (649)             | 51.º (601)             | 40.º (679)     | 35.º (727)     | 36.º (702)     | 37.º (705)     | 38.º (705)     |
| 2014                    | 36.º (722)             | 32.º (754)             | 29.º (755)             | 35.º (739)             | 35.º (739)             | 31.º (743)             | 33.º (684)             | 63.º (474)     | 55.º (540)     | 56.º (546)     | 56.º (547)     | 57.º (547)     |
| 2015                    | 55.º (551)             | 61.º (555)             | 61.º (557)             | 53.º (587)             | 53.º (587)             | 54.º (597)             | 62.º (549)             | 65.º (528)     | 59.º (551)     | 65.º (529)     | 65.º (515)     | 64.º (544)     |
| 2016                    | 65.º (544)             | 60.º (564)             | 55.º (576)             | 52.º (593)             | 52.º (593)             | 56.º (572)             | 51.º (580)             | 69° (508)      | 62.º (539)     | 63.º (561)     | 58.º (584)     | 58.º (584)     |
| 2017                    | 58.º (582)             | 53.º (624)             | 53.º (627)             | 57.º (607)             | 57.º (607)             | 59.º (626)             | 52.º (653)             | 61.º (592)     | 60.º (618)     | 49.º (670)     | 56.º (621)     | 55.º (621)     |
| 2018                    | 53.º (636)             | 53.º (604)             | 53.º (605)             | 55.º (575)             | 55.º (574)             | 55.º (571)             | 58.º (1723)            | 69.º (1343)    | 70.º (1339)    | 70.º (1335)    | 71.º (1326)    | 71.º (1326)    |
| 2019                    | —                      | 76.º (1324)            | —                      | 74.º (1327)            | —                      | 75.º (1322)            | 74.º (1331)            | —              | 77.º (1316)    | 80.º (1310)    | 81.º (1304)    | 81.º (1304)    |
| 2020                    | —                      | 81.º (1304)            | —                      | 81.º (1305)            | —                      | 81.º (1305)            | 81.º (1305)            | —              | 81.º (1305)    | 77.º (1317)    | 78.º (1311)    | 78.º (1311)    |
| 2021                    | —                      | 78.º (1312)            | —                      | 78.º (1321.97)         | 78.º (1321.97)         | —                      | —                      | 74.º (1334.85) | 68.º (1358.77) | 69.º (1354.42) | 63.º (1379.34) | 63.º (1379.34) |
| 2022                    | —                      | 63.º (1375.56)         | 61.º (1382.79)         | —                      | —                      | 61.º (1386.51)         | —                      | 61.º (1389.27) | —              | 60.º (1393.28) | —              | 61.º (1391.7)  |
| 2023                    | —                      | —                      | —                      | 58.º (1399.23)         | —                      | 57.º (1399.23)         | 45.º (1453.94)         | —              | 45.º (1452.25) | 44.º (1461.09) | 41.º (1475.62) | 41.º (1475.62) |
| 2024                    | —                      | 44.º (1475.62)         | —                      | 45.º (1475.62)         | —                      | 43.º (1482.1)          | 35.º (1502.55)         | —              | 37.º (1502.55) |                |                |                |
| Posición promedio: 86.° |                        |                        |                        |                        |                        |                        |                        |                |                |                |                |                |

- Mejor progresión de la historia: +33 (febrero de 2009).
- Peor progresión de la historia: -39 (agosto de 2006).